# Telescopio spaziale Hubble
Il telescopio spaziale Hubble (in inglese "Hubble Space Telescope", o HST) è stato lanciato in orbita terrestre bassa nel 1990 ed è attualmente operativo; la distanza dell'orbita dalla Terra è compresa tra 525 km e 550 km. Nonostante non sia stato il primo telescopio spaziale, l'Hubble è uno dei più grandi e versatili, ed è ben conosciuto come strumento di ricerca di estrema importanza oltre che simbolo delle scienze astronomiche nell'immaginazione collettiva. L'HST è stato così chiamato in onore dell'astronomo Edwin Hubble, ed è uno dei Grandi Osservatori della NASA, assieme al Compton Gamma Ray Observatory, il Chandra X-ray Observatory e il Telescopio spaziale Spitzer.
Con uno specchio di 2,4 metri di diametro, i 5 strumenti principali dell'Hubble osservano nel vicino ultravioletto, nel visibile e nel vicino infrarosso. L'orbita esterna del telescopio, al di fuori dalla distorsione dell'atmosfera terrestre, gli permette di ottenere immagini a risoluzione estremamente elevata, con un disturbo contestuale sostanzialmente inferiore rispetto a quello che affligge i telescopi basati sulla Terra. L'Hubble ha registrato alcune delle più dettagliate immagini nella luce visibile, permettendo una visuale profonda nello spazio e nel tempo. Molte osservazioni dell'HST ebbero dei riscontri in astrofisica nei diversi anni, per esempio determinando accuratamente il tasso di espansione dell'Universo.
L'Hubble venne costruito dalla NASA, con contributi da parte dell'ESA. Lo Space Telescope Science Institute (STScI) seleziona gli obiettivi del telescopio e processa i dati ottenuti, mentre il Goddard Space Flight Center controlla il veicolo.
Già nel 1923 vennero proposti diversi telescopi spaziali. Hubble venne finanziato negli anni settanta, con un lancio proposto nel 1983, ma che venne rimandato a causa di ritardi tecnici, i problemi di budget e il disastro del Challenger, nel 1986. Una volta lanciato nel 1990, venne scoperto un problema allo specchio primario, il quale era stato scavato erratamente, compromettendo al telescopio di fare il suo lavoro. Le ottiche vennero portate alla loro qualità prevista da una missione di servizio nel 1993.
Hubble è l'unico telescopio a esser stato progettato per essere modificato in orbita da astronauti. Dopo il lancio con lo Space Shuttle Discovery nel 1990, 5 missioni dello Space Shuttle ripararono, aggiornarono e rimpiazzarono sistemi sul telescopio, inclusi tutti e 5 i suoi strumenti principali. La quinta missione venne cancellata a seguito del disastro del Columbia nel 2003, ma dopo un'animata discussione pubblica, l'amministratore della NASA Mike Griffin approvò la quinta missione di servizio, completata nel 2009. Il telescopio è al 2024 operativo e secondo le stime potrà funzionare fino al 2030-2040, o forse anche più, visto che nel 2022 è stato firmato un accordo non esclusivo tra NASA e SpaceX per riposizionare il telescopio a un'altezza di 600 km, evitando il rientro atmosferico. Il suo successore, il James Webb Space Telescope (JWST), è stato lanciato il giorno di Natale del 2021.

## Concetto, disegno e obiettivi

### Le prime proposte
Nel 1923 Hermann Oberth, considerato un padre dell'ingegneria aerospaziale moderna, assieme a Robert H. Goddard e Konstantin Ciolkovskij, pubblicò il Die Rakete zu den Planetenräumen (Il razzo nello spazio interplanetario), nel quale menzionava il trasporto di un telescopio dalla Terra in orbita attraverso un razzo.
La storia del telescopio spaziale Hubble può essere fatta risalire a un'opera del 1946 dell'astronomo Lyman Spitzer, I vantaggi astronomici di un osservatorio extraterrestre.
In essa, egli discusse i 2 principali vantaggi che un osservatorio spaziale avrebbe rispetto ai telescopi a Terra. Innanzitutto, la risoluzione angolare (la più piccola separazione alla quale gli oggetti possono essere chiaramente distinti) sarebbe limitata solo dalla diffrazione, mentre nell'atmosfera sarebbe influenzata dalla turbolenza che causa il pulsare delle stelle. A quell'epoca i telescopi a Terra erano limitati a risoluzioni di 0,5 - 1,0 arcosecondi, comparati alla risoluzione teorica di un sistema limitato dalla diffrazione di circa 0,05 arcosecondi, per un telescopio con uno specchio di 2,5 metri di diametro. Inoltre, un telescopio spaziale potrebbe osservare sia nella luce infrarossa che in quella ultravioletta, lunghezze d'onda fortemente assorbite dall'atmosfera.
Spitzer passò la maggior parte della sua carriera premendo sullo sviluppo di un telescopio spaziale. Nel 1962, un rapporto della National Academy of Sciences raccomandò lo sviluppo di un telescopio spaziale e nel 1965 Spitzer venne messo a capo di una commissione per determinarne gli obiettivi scientifici.

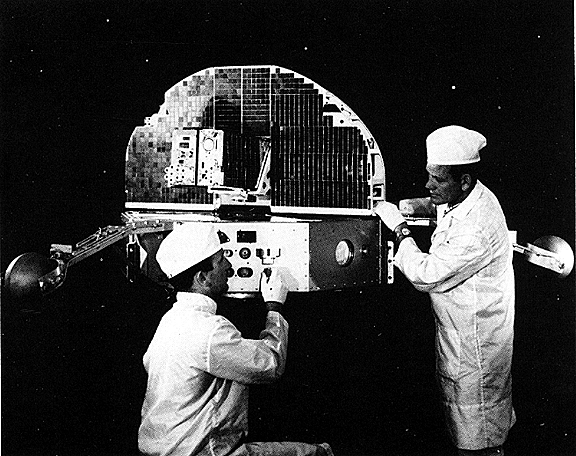
L'OSO-2 durante i preparativi del lancio

L'astronomia basata nello spazio iniziò su scala veramente ridotta durante la Seconda guerra mondiale, quando gli scienziati vi applicarono i propri sviluppi nell'ambito della tecnologia vettoriale. Il primo spettro agli ultravioletti del Sole venne ottenuto nel 1946, e la NASA lanciò nel 1962 l'Orbiting Solar Observatory (OSO), per ottenere spettri a raggi ultravioletti, ai raggi X, e ai raggi gamma. Un telescopio solare orbitante venne lanciato nel 1962 dal Regno Unito come parte del Programma Ariel, e nel 1966 la NASA promosse la missione Orbiting Astronomical Observatory (OAO). Le batterie dell'OAO-1 si scaricarono 3 giorni dopo il lancio, terminando la missione. Venne seguita dall'OAO-2, che condusse osservazioni nell'ultravioletto di stelle e galassie dal suo lancio nel 1968 fino al 1972, andando ben oltre la sua vita prevista di un anno.
Le missioni OSO e OAO dimostrarono il ruolo importante che le osservazioni basate nello spazio potevano avere sull'astronomia, e nel 1968 la NASA sviluppò i primi piani aziendali per un telescopio spaziale riflettore con uno specchio di 3 metri di diametro, conosciuto provvisoriamente col nome di Large Orbiting Telescope o Large Space Telescope (LST), con un lancio previsto nel 1979. Questi piani enfatizzarono il bisogno di missioni di manutenzione per il telescopio per assicurarsi che un così costoso programma avesse una vita operativa lunga, e il concomitante sviluppo di piani per il riutilizzabile Space Shuttle indicò che la tecnologia per realizzare ciò sarebbe stata disponibile entro poco tempo.

### Finanziamenti

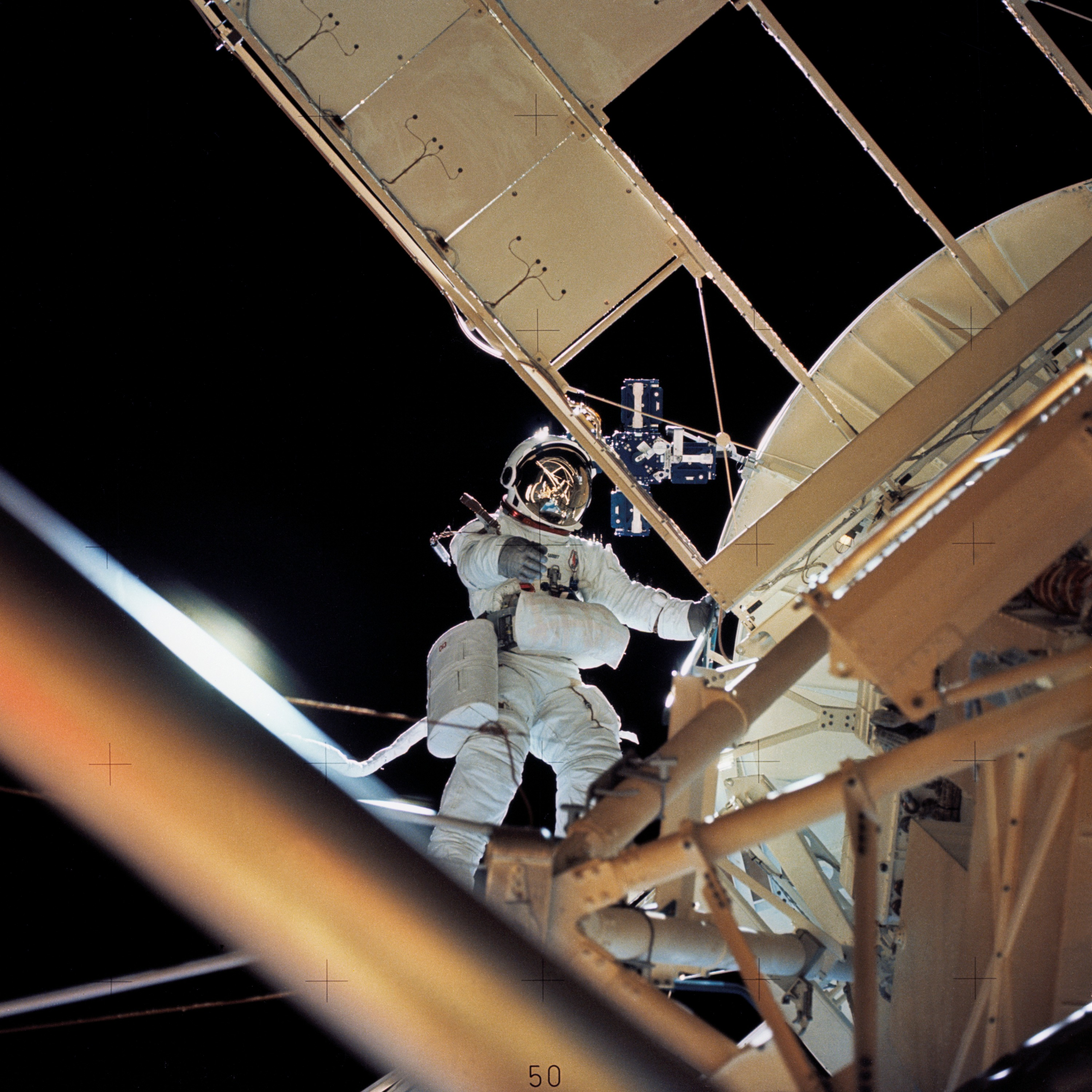
L'astronauta Owen Garriott esegue un'EVA durante Skylab 3 nei pressi dell'Apollo Telescope Mount

Il continuativo successo del programma OAO incoraggiò la NASA incrementando i forti consensi da parte della comunità astronomica, alimentata dal fatto che il LST sarebbe stato un grande obiettivo. Nel 1970 la NASA stabilì 2 commissioni, una per pianificare il lato ingegneristico del progetto del telescopio spaziale, e un'altra per determinare gli obiettivi scientifici della missione. Una volta stabiliti, il prossimo passo per la NASA sarebbe stato quello di ottenere fondi per gli strumenti, che sarebbero stati ben più costosi rispetto a quelli di un qualsiasi telescopio a Terra. Il Congresso degli Stati Uniti forzò tagli al budget per gli stadi di pianificazione, che a quel tempo consistevano in studi molto dettagliati per i potenziali strumenti e l'hardware per il telescopio. Nel 1974 le spese pubbliche spinsero il Congresso a tagliare tutti i fondi diretti verso il progetto dello stesso.
In risposta a ciò, venne costituita un'associazione a livello nazionale di astronomi. Molti di essi incontrarono di persona senatori e deputati, e vennero organizzate campagne di invio di lettere su larga scala. La National Academy of Sciences pubblicò un report enfatizzando il bisogno di un telescopio spaziale, e finalmente il Senato accettò di fornire metà del budget inizialmente approvato dal Congresso.
I problemi di finanziamenti portarono a una riduzione in scala del progetto, e il diametro dello specchio primario passò da 3 a 2,4 m, sia a causa dei tagli al budget, che per permettere una configurazione più compatta e funzionale dell'hardware del telescopio. Un precursore da 1,5 m inizialmente proposto per testare i sistemi da usare nel telescopio finale venne annullato, e per gli stessi motivi venne richiesta anche la partecipazione dell'Agenzia Spaziale Europea. L'ESA accettò di fornire finanziamenti, assieme a uno dei suoi strumenti di prima generazione, le celle solari che lo avrebbero alimentato, e uno staff per lavorare direttamente negli Stati Uniti, con in ritorno per gli astronomi europei di almeno il 15% delle osservazioni sul telescopio. Il Congresso infine approvò il finanziamento di 36 milioni di dollari nel 1978 e il disegno del LST iniziò seriamente, mirando a una data di lancio nel 1983. Nel 1983 il telescopio venne chiamato in onore di Edwin Hubble, il quale fece una delle più importanti scoperte del ventesimo secolo, quando scoprì che l'Universo è in espansione.

### Progettazione e costruzione del telescopio

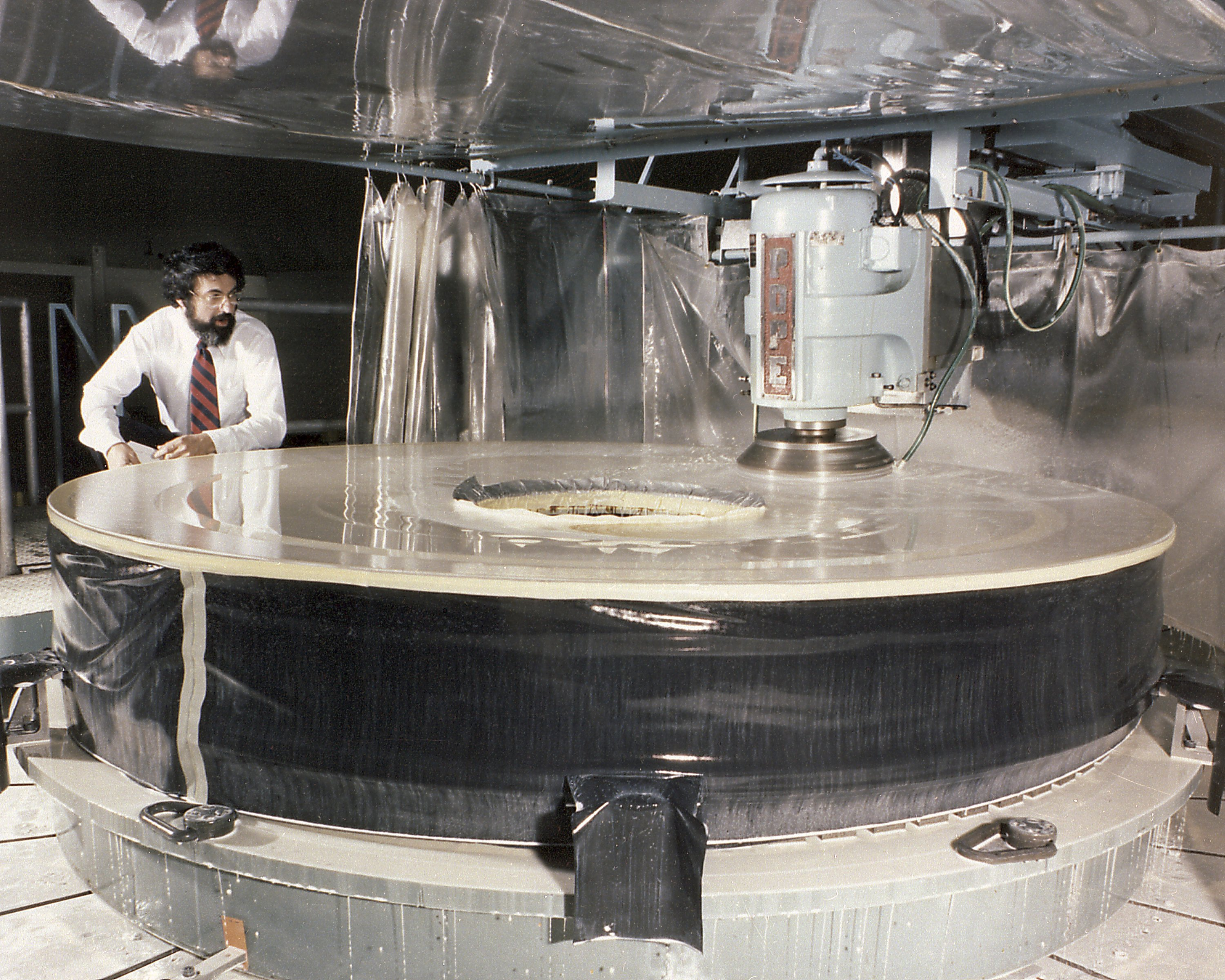
Levigatura dello specchio primario dell'Hubble alla Perkin-Elmer, marzo 1979

Una volta ottenuto il via libera al progetto del telescopio spaziale, il lavoro sul programma venne diviso tra molte istituzioni. Il Marshall Space Flight Center (MSFC) aveva la responsabilità per il design, lo sviluppo e la costruzione del telescopio, mentre il Goddard Space Flight Center era incaricato del controllo degli strumenti scientifici e della missione. Il MSFC commissionò le ottiche costituenti l'Optical Telescope Assembly (OTA) e i Fine Guidance Sensors alla Perkin-Elmer. Lockheed venne incaricata di costruire e integrare il veicolo nel quale sarebbe stato ospitato il telescopio.

### L'Optical Telescope Assembly (OTA)
Otticamente, l'HST è un riflettore Cassegrain con un disegno Ritchey-Chrétien, come per i più grandi telescopi professionali. Questo disegno, con due specchi iperbolici, è conosciuto per le sue buone performance fotografiche in una visuale a campo ampio, con lo svantaggio che gli specchi avrebbero avuto forme difficili da costruire. Lo specchio e i sistemi ottici del telescopio avrebbero determinato le sue performance finali, e per questo vennero progettati con specifiche estremamente accurate. I telescopi ottici tipicamente hanno degli specchi levigati con un'accuratezza di circa un decimo della lunghezza d'onda della luce visibile, ma l'Hubble doveva essere usato per osservazioni dal visibile fino all'ultravioletto (con lunghezze d'onda inferiori) e doveva limitare la diffrazione, sfruttando tutti i vantaggi dell'ambiente spaziale. Per questo, il suo specchio avrebbe avuto bisogno di una levigazione a 10 nm, o circa 1/65 della lunghezza d'onda della luce rossa. L'OTA non era dunque progettato per le migliori osservazioni nell'infrarosso, in quanto gli specchi sarebbero stati mantenuti a circa 15 °C, limitando di fatto le performance dell'Hubble nell'infrarosso.

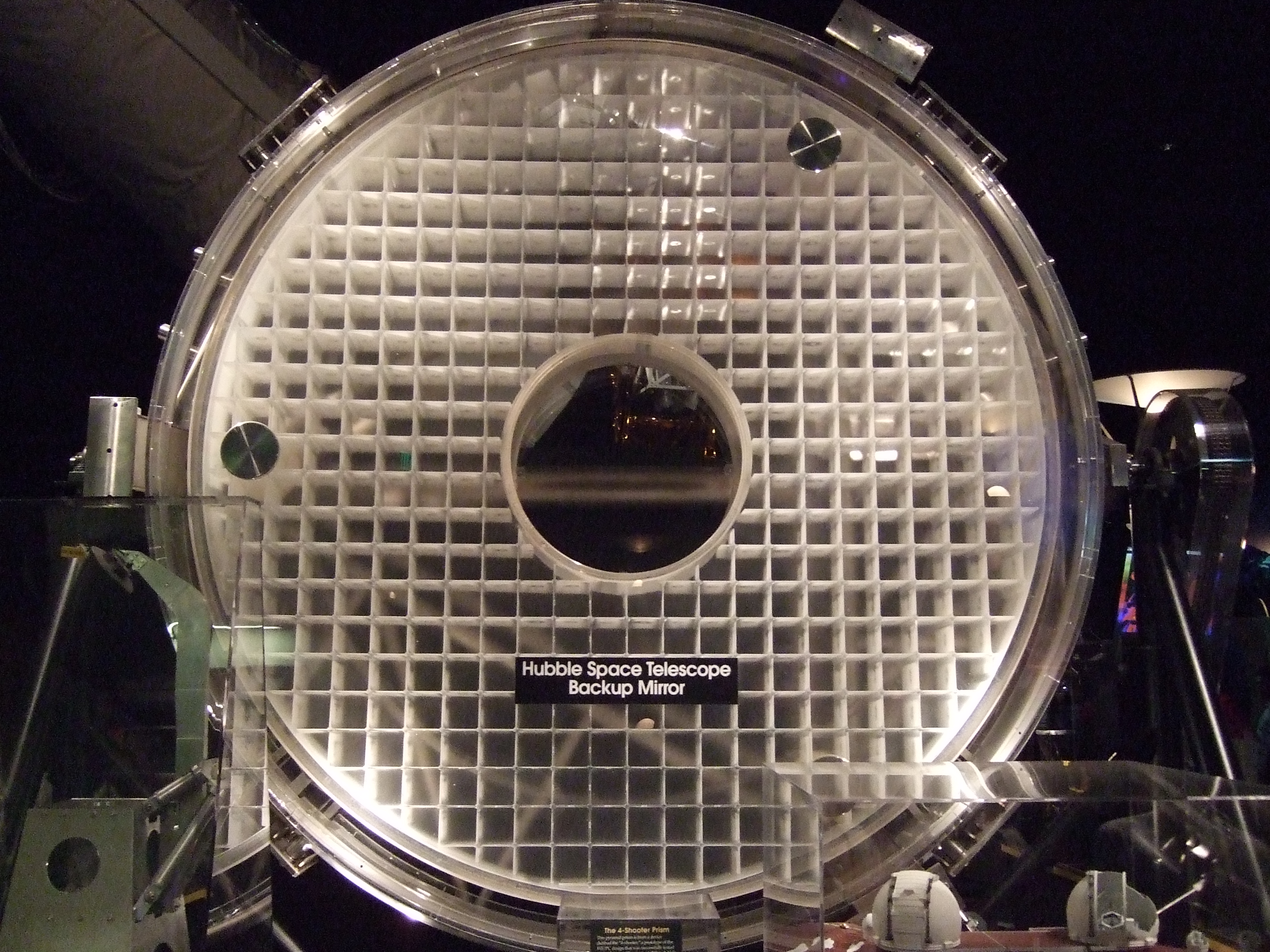
Lo specchio di backup, della Kodak; la sua struttura interna di supporto può essere vista perché non è rivestita con la superficie riflettente

La Perkin-Elmer pensò di usare macchinari di levigazione estremamente sofisticati, costruiti appositamente per portare lo specchio alla forma richiesta. Tuttavia, nel caso in cui la loro tecnologia di taglio fosse risultata problematica, la NASA assegnò un subcontratto alla Kodak per costruire uno specchio di riserva usando tecniche di levigazione tradizionali. (Anche il team di Kodak e Itek offrì di eseguire il lavoro di levigazione originale. L'offerta includeva inoltre controlli incrociati tra le due aziende sugli specchi realizzati, cosa che avrebbe sicuramente evitato l'errore di levigazione causa dei problemi successivi.) Lo specchio della Kodak è attualmente in mostra permanente al National Air and Space Museum. Lo specchio Itek è ora usato nel telescopio di 2,4 m del Magdalena Ridge Observatory.
La costruzione dello specchio Perkin-Elmer iniziò nel 1979 a partire da un banco di vetro ad espansione ultrabassa costruito dalla Corning. Per ridurre al minimo il peso dello specchio (818 kg) esso ha una struttura a sandwich: due piatti dello spessore di circa 25 mm che contengono una struttura di supporto a nido d'ape spessa circa 25,4 cm. La Perkin-Elmer simulò la microgravità sostenendo lo specchio da dietro usando 130 asticelle, le quali esercitarono forze differenziate. Ciò assicurò la forma finale, ritenuta presumibilmente corretta e secondo specifiche, dello specchio. La levigazione dello stesso continuò fino al maggio 1981, quando la NASA chiese alla Perkin-Elmer le strutture di direzione, facendo slittare la lavorazione oltre la data prevista per il lancio e il budget. Per risparmiare denaro, la NASA arrestò i lavori sullo specchio di riserva e impostò la data di lancio del telescopio per ottobre 1984. Lo specchio venne ultimato a fine 1981; era stato lavato con 9100 litri di acqua calda e deionizzata, e successivamente venne rivestito con una placcatura riflettente di alluminio da 65 nm e con un film protettivo, spesso 25 nm, in fluoruro di magnesio.

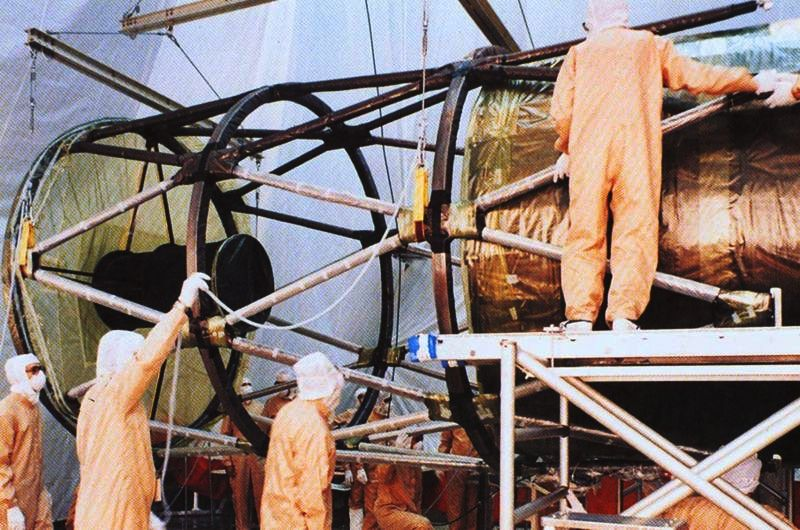
L'OTA, durante la misurazione della travatura, e il deflettore secondario sono visibili in questa immagine dell'Hubble durante i primi stadi della sua costruzione

Continuarono ad essere espressi dubbi riguardo alla competenza della Perkin-Elmer in un progetto di tale importanza, con l'aumentare dei costi e dell'allungarsi della timeline per produrre il resto dell'OTA. In risposta, la NASA descrisse la data di lancio come incerta e in continua evoluzione, spostandola ad aprile 1985. I piani della Perkin-Elmer continuarono a slittare ad un ritmo di circa un mese per trimestre e i ritardi si accumulavano giorno per giorno. La NASA quindi venne forzata a spostare la data di lancio da marzo a settembre 1986. A quel punto, il budget totale del progetto era salito a 1,175 miliardi di dollari.

### I sistemi del veicolo
Il veicolo nel quale sono ospitati lo specchio e gli strumenti fu un'altra grande sfida ingegneristica. Sarebbe stato resistente ai passaggi dalla luce diretta del Sole all'oscurità dell'ombra terrestre, che avrebbero causato significativi sbalzi termici, mentre avrebbe mantenuto la sua forma stabile per consentire un puntamento del telescopio estremamente accurato. Un telo multi-strato di isolamento mantiene stabile la temperatura del telescopio e circonda un guscio in alluminio leggero nel quale si trovano lo specchio e gli strumenti. All'interno dello scudo, un telaio in fibra di carbonio mantiene la strumentazione rigidamente al suo posto. Siccome i composti della grafite sono igroscopici, c'era il rischio che il vapore acqueo assorbito dal telaio nella "camera bianca" della Lockheed evaporasse successivamente nel vuoto dello spazio: di conseguenza gli strumenti del telescopio si sarebbero ricoperti di ghiaccio. Per ridurre il rischio, venne eseguita una pulizia con azoto prima del lancio.
Durante la costruzione del veicolo nel quale sarebbero stati ospitati il telescopio e gli strumenti, le cose andarono un po' più lisce rispetto all'OTA, nonostante la Lockheed fosse anch'essa affetta da slittamenti nel budget e nella pianificazione (nell'estate del 1985 la costruzione del veicolo era del 30% fuori budget con 3 mesi di ritardo nella tabella di marcia). Un report del MSFC affermò che Lockheed tendeva a fare affidamento sulle indicazioni della NASA piuttosto che agire di propria iniziativa.

### I sistemi di elaborazione a bordo

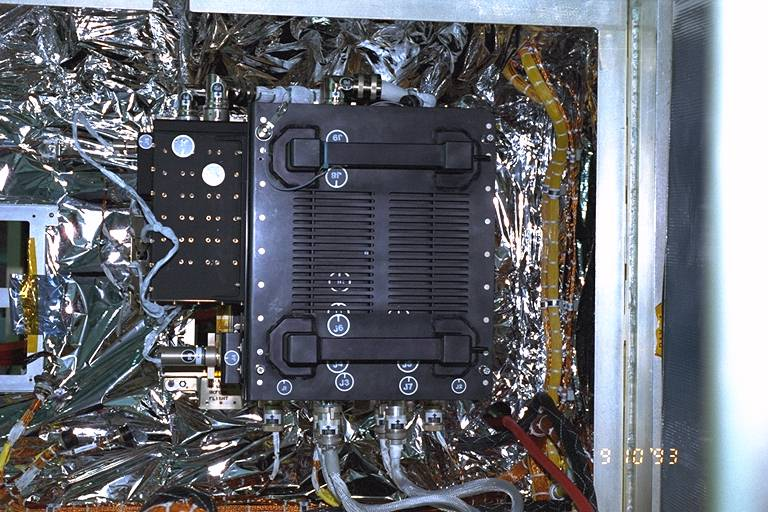
Il DF-224 nell'Hubble, prima di essere sostituito nel 1999

I primi 2 computer primari dell'HST furono un DF-224 a 1,25 MHz, costruito da Rockwell Autonetics, che conteneva 3 CPU ridondanti, e 2 NSSC-1 (NASA Standard Spacecraft Computer, Model 1), sviluppati da Westinghouse e dal GSFC utilizzando la logica diodo-transistor (DTL). Un co-processore per il DF-224 venne aggiunto durante la missione di servizio 1 nel 1993; questo consisteva in 2 processori ridondanti basati sull'Intel 80386, con un co-processore matematico 80387. Il DF-224 e il suo coprocessore 386 vennero sostituiti da un Intel 80486 da 25 MHz durante la missione di servizio 3A nel 1999.
Inoltre, alcuni degli strumenti scientifici avevano propri sistemi di controllo basati su microprocessori. I componenti MATs (Multiple Access Transponder), MAT-1 e MAT-2, utilizzano microprocessori Hughes Aircraft CDP1802CD. La Wide Field and Planetary Camera (WFPC) ha anche utilizzato un RCA 1802. La WFPC-1 venne sostituita dalla WFPC-2 durante la missione di servizio 1 nel 1993, la quale fu a sua volta sostituita dalla Wide Field Camera 3 durante la missione di servizio 4 nel 2009.

### Strumenti iniziali

Visuale esplosa dell'Hubble al momento del lancio

Quando lanciato, l'HST trasportò 5 strumenti scientifici: la Wide Field and Planetary Camera (WF/PC), il Goddard High Resolution Spectrograph (GHRS), l'High Speed Photometer (HSP), la Faint Object Camera (FOC) e il Faint Object Spectrograph (FOS). La WF/PC era un dispositivo fotografico ad alta risoluzione che venne inteso per osservazioni ottiche. Venne costruita dal Jet Propulsion Laboratory e incorporava un set di 48 filtri isolando le linee spettrali di particolare interesse astrofisico. Lo strumento conteneva 8 sensori CCD divisi in 2 fotocamere, ciascuna con 4 CCD. Ogni CCD aveva una risoluzione di 0,64 megapixel. La "wide field camera" (WFC) copriva un grande campo angolare alle spese della risoluzione, mentre la "planetary camera" (PC) riprendeva immagini a una lunghezza focale più grande ed effettiva rispetto a quella dei chip della WF, conferendole maggiore potenza.
Il GHRS era uno spettrometro progettato per operare nell'ultravioletto. Venne costruito dal Goddard Space Flight Center e poteva ottenere una risoluzione spettrale di 90000. La FOC e il FOS erano anch'essi ottimizzati per osservazioni nell'ultravioletto, e offrivano la maggiore risoluzione spaziale disponibile sull'Hubble. Questi 3 strumenti adottavano DigiCon a contatori di fotoni, migliori rispetto ai sensori CCD. La FOC venne costruita dall'ESA, mentre l'Università della California a San Diego, e la Martin Marietta costruirono il FOS.
Lo strumento finale era l'HSP, progettato e costruito all'Università del Wisconsin-Madison. Venne ottimizzato per osservazioni nel visibile e nell'ultravioletto di stelle variabili e altri oggetti astronomici che variavano la loro luminosità. Era capace di condurre fino a 100000 misurazioni al secondo con un'accuratezza del 2% o maggiore.
Il sistema di guida dell'HST può anch'esso essere usato come uno strumento scientifico. I suoi tre Fine Guidance Sensor (FGS) sono primariamente usati per mantenere il telescopio accuratamente puntato durante un'osservazione, ma possono anche eseguire astrometria estremamente accurata; vennero ottenute misurazioni con un'accuratezza di 0,0003 arcosecondi.

### Supporto a Terra

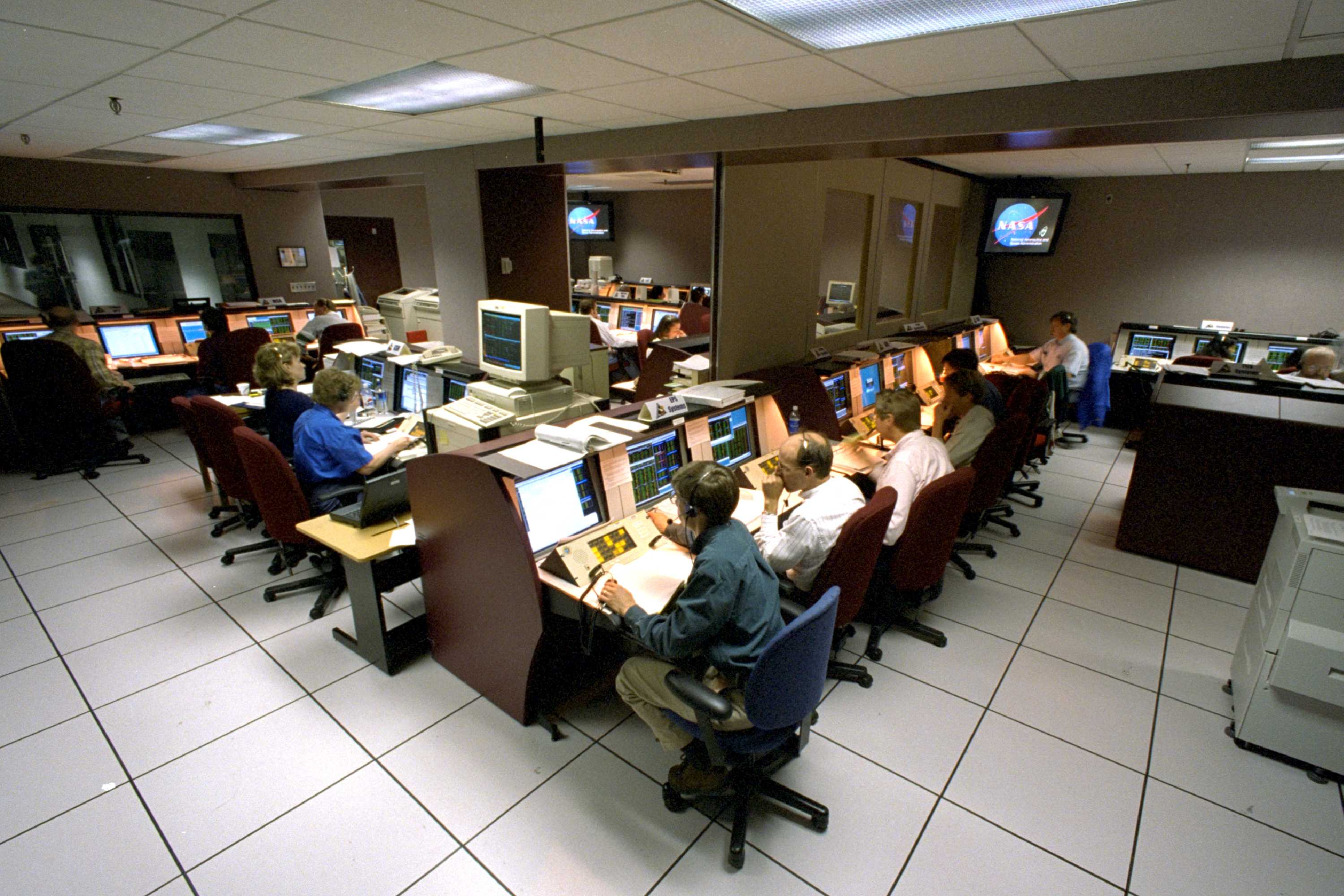
Il centro di controllo dell'Hubble, al Goddard Space Flight Center, nel 1999

Lo Space Telescope Science Institute (STScI) è responsabile per le operazioni scientifiche del telescopio e dell'invio dei dati prodotti agli astronomi. Il STScI è operato dall'Association of Universities for Research in Astronomy (AURA) ed è fisicamente localizzato a Baltimora, nel Maryland, dentro all'Homewood campus della Johns Hopkins University, una delle 39 università statunitensi e dei 7 affiliati internazionali facenti parte del consorzio AURA. Il STScl è stato stabilito nel 1981 a seguito di una battaglia tra la NASA e la comunità scientifica; la NASA infatti voleva mantenere per sé la funzione di controllo, ma gli scienziati vollero basare il telescopio su un'armatura accademica. La Space Telescope European Coordinating Facility (ST-ECF), stabilita a Garching bei München, vicino a Monaco, nel 1984, offrì un supporto simile per gli astronomi europei fino al 2011, quando le sue attività vennero trasferite all'European Space Astronomy Centre.

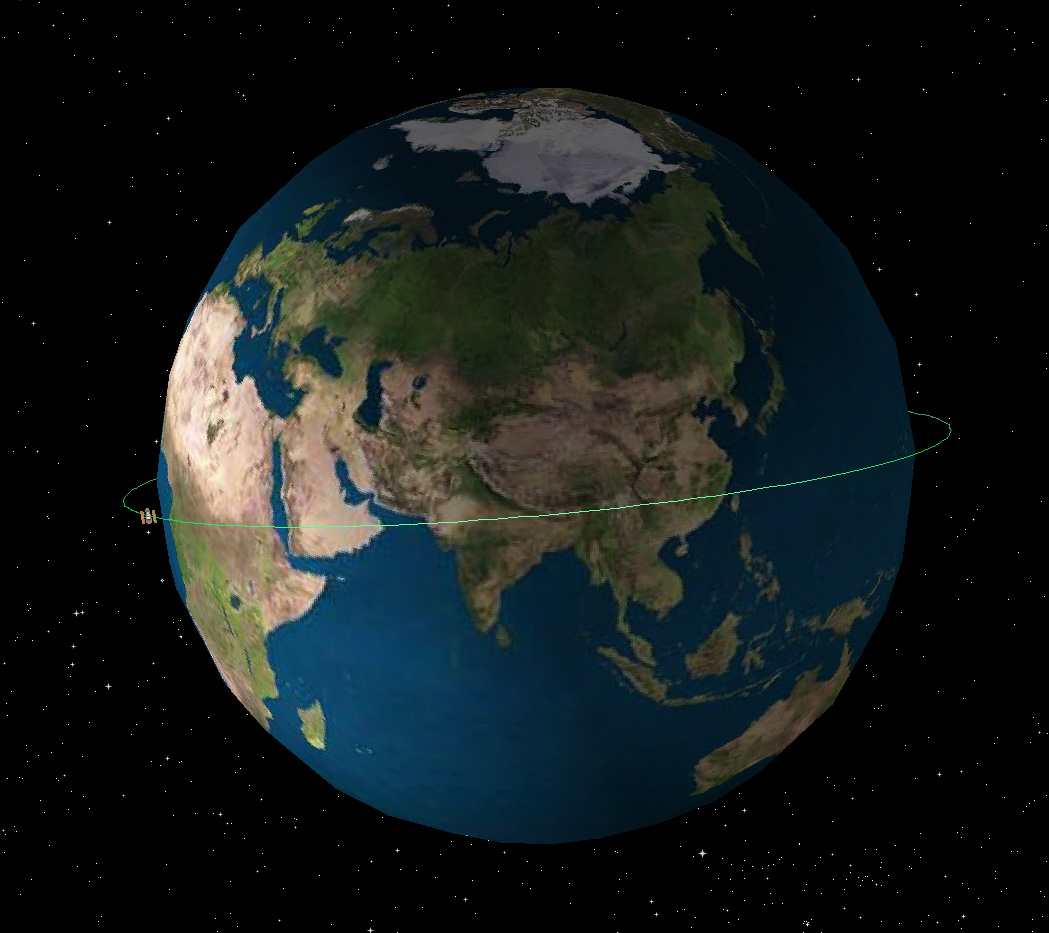
L'orbita bassa dell'Hubble porta molti target ad essere visibili solo per meno della metà del periodo orbitale, poiché essi sono bloccati dalla Terra per metà di ogni orbita

Un'operazione piuttosto complessa curata dal STScI è la pianificazione delle osservazioni del telescopio. L'Hubble è in orbita terrestre bassa per permettere le missioni di servizio, ma ciò significa che la maggior parte dei target astronomici vengono occultati dalla Terra per leggermente meno della metà di ogni orbita. Le osservazioni non possono avere luogo mentre il telescopio passa attraverso l'anomalia del sud atlantico a causa degli elevati livelli di radiazione, e ci sono anche considerevoli zone di esclusione attorno al Sole (precludendo osservazioni di Mercurio), la Luna e la Terra. L'angolo di evitazione del Sole è di circa 50° per evitare di illuminare qualsiasi parte dell'OTA. Evitare la Terra e la Luna mantiene la luminosità fuori dai FGS, e mantiene la luce sparpagliata lontano dall'ingresso negli strumenti. Se i FGS fossero spenti, tuttavia, la Luna e la Terra potrebbero essere osservate. Osservazioni del nostro pianeta vennero usate all'inizio del programma per generare campi piatti per lo strumento WF/PC. C'è anche una zona di visualizzazione continua (CVZ), approssimativamente a 90° rispetto al piano orbitale dell'Hubble, nel quale i target non vengono occultati per lunghi periodi. A causa della precessione dell'orbita, la locazione del CVZ si muove lentamente in periodi di 8 settimane. A causa della presenza costante della Terra in 30° del CVZ, la luminosità diffusa potrebbe essere elevata per lunghi periodi.
L'Hubble orbita nell'atmosfera superiore ad un'altitudine di approssimativamente 547 km e un'inclinazione di 28,5°. La posizione della sua orbita cambia nel tempo in modo non prevedibile. La densità dell'atmosfera superiore varia a seconda di molti fattori, e ciò significa che una posizione prevista dell'Hubble in 6 settimane può avere un errore di massimo 4000 km. Le pianificazioni delle osservazioni sono tipicamente finalizzate solo alcuni giorni prima, dato che un periodo di tempo maggiore potrebbe portare all'inosservabilità dei target previsti.
Il supporto ingegneristico per l'HST è fornito dalla NASA, il cui personale è al Goddard Space Flight Center di Greenbelt, in Maryland, 48 km a sud del STScI. Le operazioni dell'Hubble sono monitorate 24 ore al giorno dai 4 team di volo che formano il Flight Operations Team.

### Il disastro delChallenger, ritardi, e lancio finale

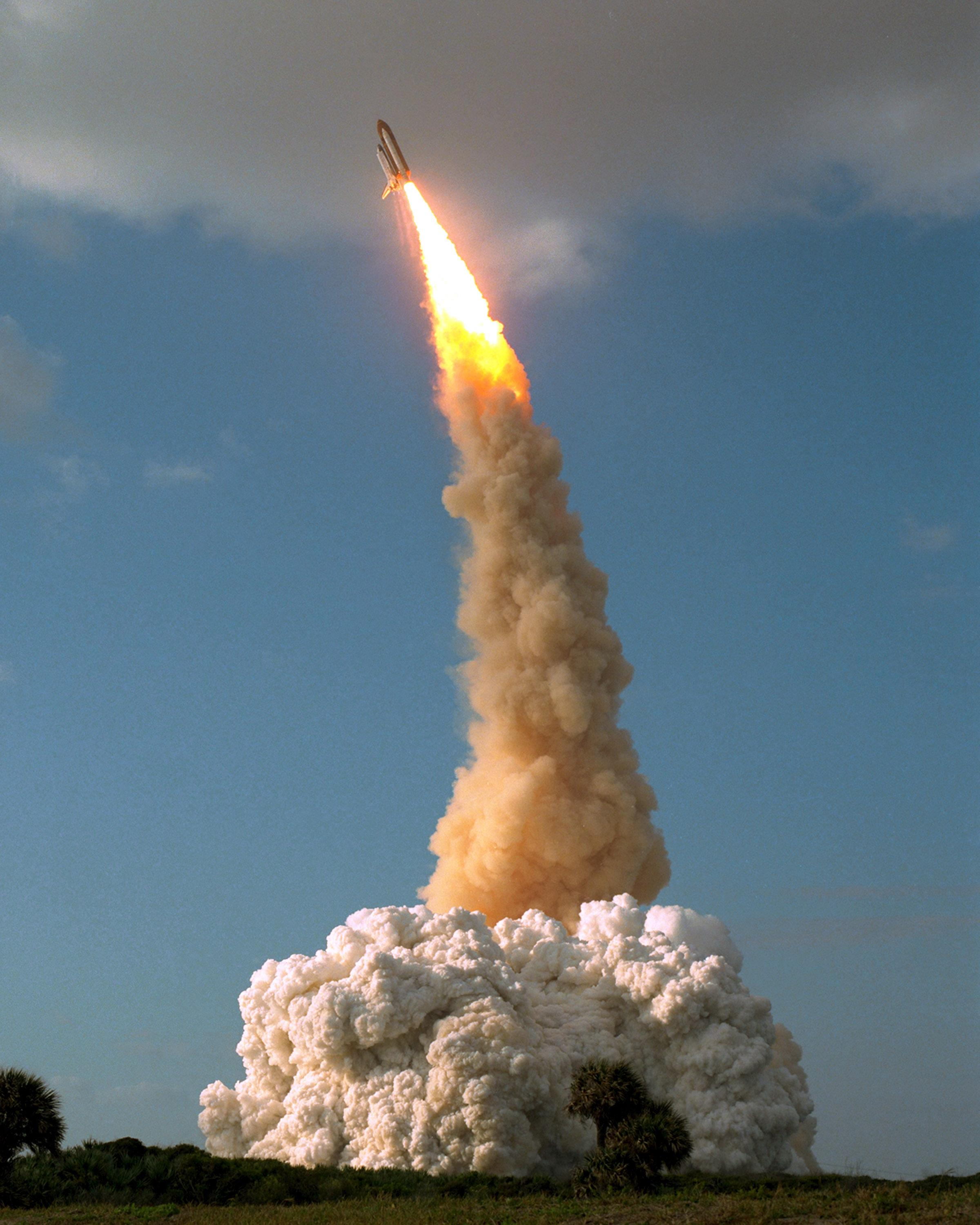
STS-31 prende il volo, portando l'Hubble in orbita

A inizio 1986, la data di lancio pianificata per quell'ottobre venne giudicata fattibile, ma il disastro dello Space Shuttle Challenger portò a una battuta d'arresto del programma spaziale americano, bloccando a terra gli Space Shuttle e forzando lo spostamento del lancio dell'Hubble per diversi anni. Si dovette tenere il telescopio in una camera bianca, acceso e pulito con azoto, fino a quando non si poté stabilire una nuova pianificazione. Questa costosa situazione (circa 6 milioni di dollari al mese) spinse l'aumento dei costi complessivi del progetto. Tuttavia, questo ritardo diede tempo agli ingegneri per eseguire ulteriori test, cambiare una batteria eventualmente soggetta a errori, e apportare altri miglioramenti. Inoltre, il software a terra per controllare l'Hubble non era pronto nel 1986, e infatti fu a malapena pronto per il lancio nel 1990.
Finalmente, grazie alla risurrezione dei voli dello Shuttle nel 1988, il lancio del telescopio venne programmato per il 1990. Il 24 aprile 1990, la missione STS-31 vide il lancio del Discovery con a bordo l'HST, che raggiunse l'orbita prevista con successo.
Dal suo costo previsto di circa 400 milioni di dollari, il telescopio costò 4,7 miliardi di dollari al momento del suo lancio. I suoi costi cumulativi sono stimati a 10 miliardi di dollari al 2010, 20 anni dopo il lancio.

## Lo specchio imperfetto

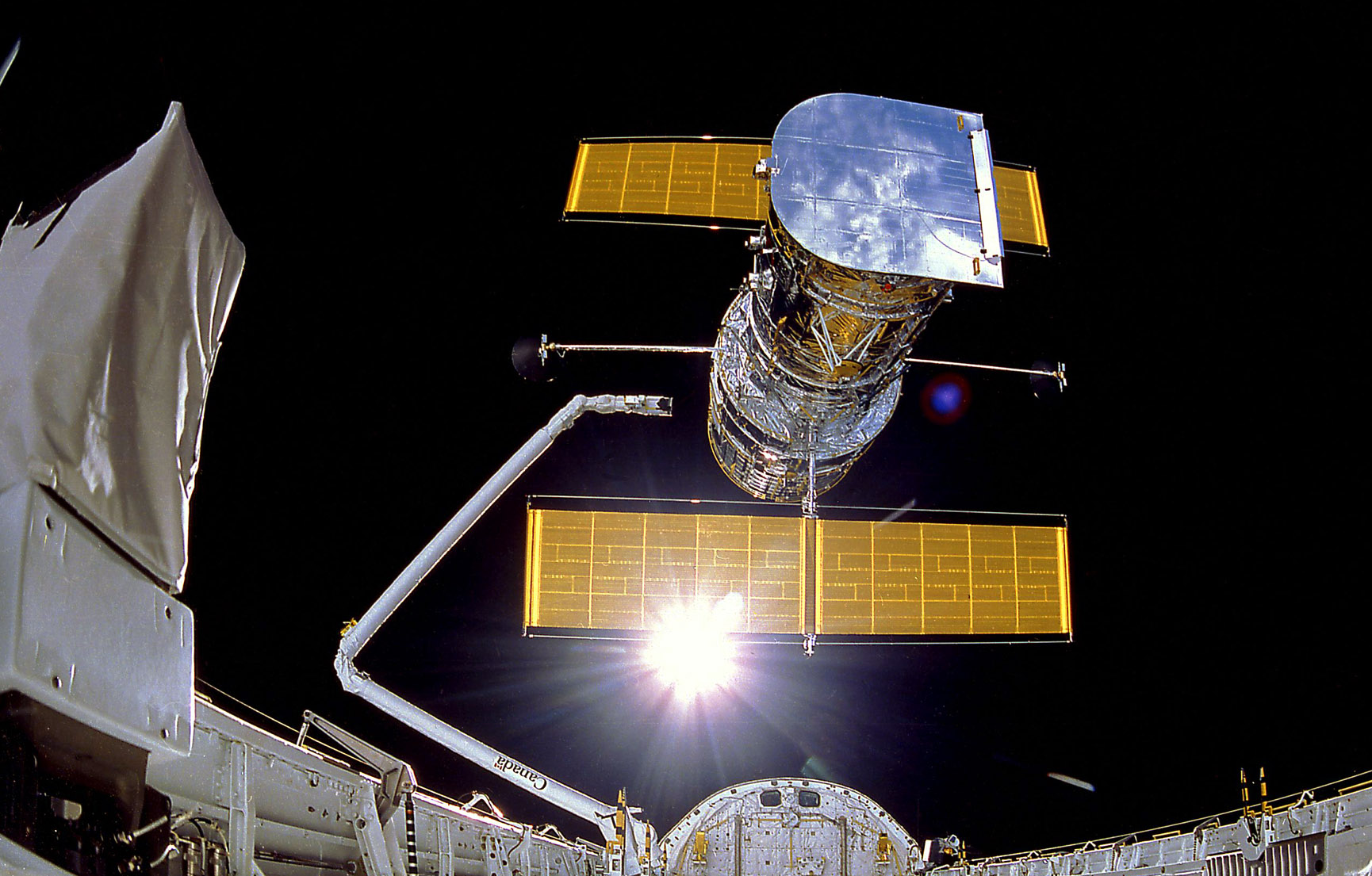
Immagine IMAX del rilascio dello Hubble in orbita terrestre dal Discovery

Dopo settimane dal lancio del telescopio, le immagini ottenute indicarono un serio problema nel sistema ottico. Nonostante le prime fotografie fossero apparse più chiare di quelle ottenute da telescopi a terra, l'Hubble non riuscì a ottenere la precisa focalizzazione desiderata e la migliore qualità fotografica, con risultati drasticamente inferiori al previsto. Le fotografie delle sorgenti puntate soffrivano di una diffusione su un raggio maggiore di un arcosecondo, anziché avere una funzione di diffusione del punto (PSF) concentrata entro un cerchio di 0,1 arcosecondi di diametro, come specificato dai criteri del design.
Le analisi delle immagini diffuse mostrarono che la causa del problema risiedeva nello specchio primario che era stato levigato in maniera errata. Infatti, nonostante la qualità delle fotografie scattate, lo specchio era liscio per circa 10 nanometri, ma al perimetro era eccessivamente piatto per circa 2,2 micrometri. La differenza fu catastrofica, introducendo diverse aberrazioni sferiche, difetti nei quali la luce viene riflessa all'esterno del margine dello specchio, focalizzandola in un punto differente.
L'effetto dell'imprecisione cadde sulle osservazioni scientifiche particolari; effettivamente il nucleo dell'aberrato PSF era sufficientemente liscio da permettere osservazioni in alta risoluzione di oggetti brillanti, e la spettroscopia dei target era affetta solamente da una perdita di sensibilità. Ma la perdita di luce nel grande alone fuori fuoco ridusse gravemente l'utilità del telescopio per oggetti deboli o a elevato contrasto. Ciò significava che quasi tutti i programmi cosmologici erano essenzialmente impossibili, poiché essi richiedevano l'osservazione di oggetti eccezionalmente deboli. La NASA e il telescopio divennero oggetto di numerose burle, e il progetto venne popolarmente preso come un elefante bianco. Per esempio, nella commedia del 1991 Una pallottola spuntata 2½ - L'odore della paura, l'Hubble era raffigurato col Titanic, l'Hindenburg, e l'Edsel. Ciò nonostante, durante i primi 3 anni della missione dell'Hubble, prima delle correzioni ottiche, il telescopio ottenne un gran numero di osservazioni produttive di target meno richiesti. L'errore venne ben localizzato e stabilito, permettendo agli astronomi di compensarli parzialmente dello specchio attraverso sofisticate tecniche di elaborazione fotografica, come per esempio la deconvoluzione.

### Origine del problema

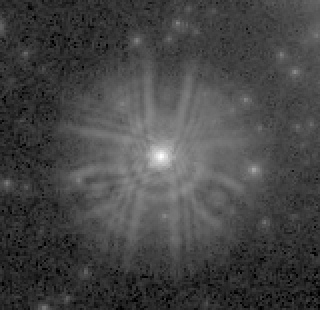
Estratto da un'immagine della WF/PC mostra la diffusione della luce di una stella su un'ampia area al posto di essere concentrata in alcuni pixel

Per far fronte a tale problema fu istituita una commissione ad hoc presieduta da Lew Allen, direttore del Jet Propulsion Laboratory.
La commissione Allen scoprì che il principale correttore nullo, un dispositivo di test utilizzato per ottenere uno specchio ben levigato non sferico, era stato assemblato male - in effetti una lente era fuori posizione di 1,3 mm. Durante le prime rettificazioni e levigazioni sullo specchio, Perkin-Elmer analizzò la sua superficie con due correttori nulli convenzionali. Tuttavia, per gli stadi finali della costruzione, passò ad un correttore nullo costruito appositamente, e progettato esplicitamente per incontrare tolleranze estremamente piccole. L'assemblaggio scorretto del dispositivo comportò una lavorazione veramente precisa dello specchio, ma con la forma errata. Ci fu anche un errore di valutazione: infatti, per ragioni tecniche alcuni dei test finali necessitavano l'uso di 2 correttori nulli convenzionali che riportarono correttamente un'aberrazione sferica, ma vennero dismessi in quanto considerati imprecisi.
La commissione ha incolpato soprattutto la Perkin-Elmer. Le relazioni tra la NASA e la compagnia ottica erano state gravemente tese durante la costruzione del telescopio, a causa dei frequenti ritardi e aumenti dei costi. La Perkin-Elmer non revisionò o supervisionò adeguatamente la costruzione dello specchio, non assegnò i migliori scienziati ottici nel progetto (come aveva fatto per il prototipo), e in particolare non coinvolse i designer ottici nella costruzione e verifica dello specchio. Mentre la commissione criticò pesantemente la Perkin-Elmer per questi fallimenti gestionali, la NASA l'ha anche criticata per carenze sul controllo della qualità, affidandosi totalmente ad un unico strumento.

### Studio di una soluzione

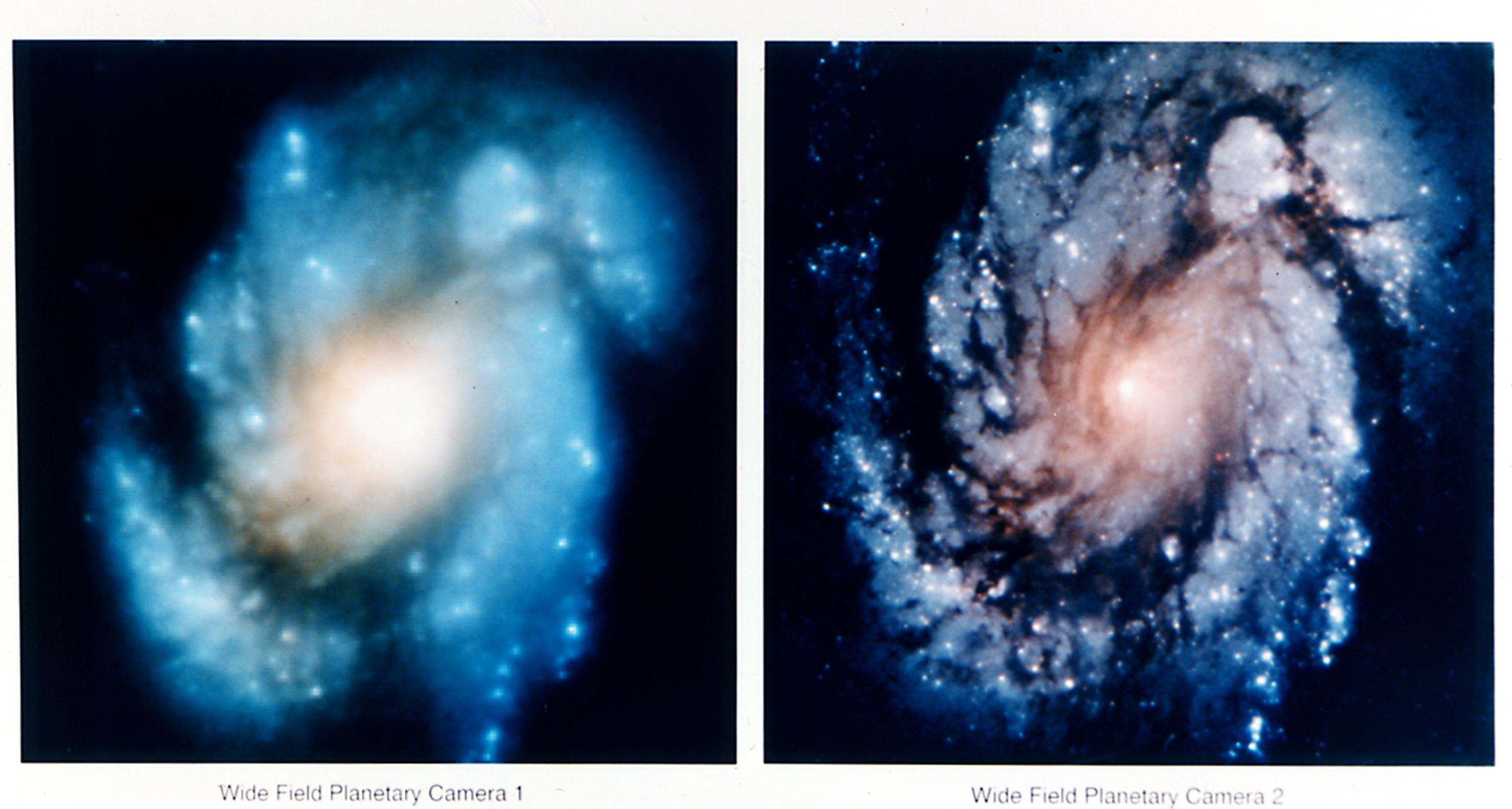
Il nucleo della galassia a spirale M100, fotografata con l'Hubble prima e dopo l'installazione delle ottiche correttive

La realizzazione del telescopio aveva sempre previsto missioni di servizio, e gli astronomi avevano immediatamente iniziato ad analizzare potenziali soluzioni al problema che potevano essere applicate alla prima missione di servizio, prevista nel 1993. Mentre Kodak aveva costruito uno specchio di backup per l'Hubble, esso sarebbe stato impossibile da sostituire in orbita e riportare il telescopio a Terra per una sostituzione sarebbe stato antieconomico. Invece, il fatto che lo specchio fosse stato levigato così precisamente nella forma errata portò al disegno di nuovi componenti ottici con esattamente lo stesso errore ma nel senso opposto, da aggiungere al telescopio nella SM1, correggendo l'aberrazione sferica.
Il primo passo era la caratterizzazione precisa dell'errore nello specchio primario. Lavorando sulle immagini delle sorgenti puntate, gli astronomi determinarono che la costante conica dello specchio era di −1,01390±0,0002, anziché −1,00230. Lo stesso numero venne ottenuto analizzando il correttore nullo usato da Perkin-Elmer per ispezionare lo specchio, analizzando anche interferogrammi ottenuti durante il testing a terra.

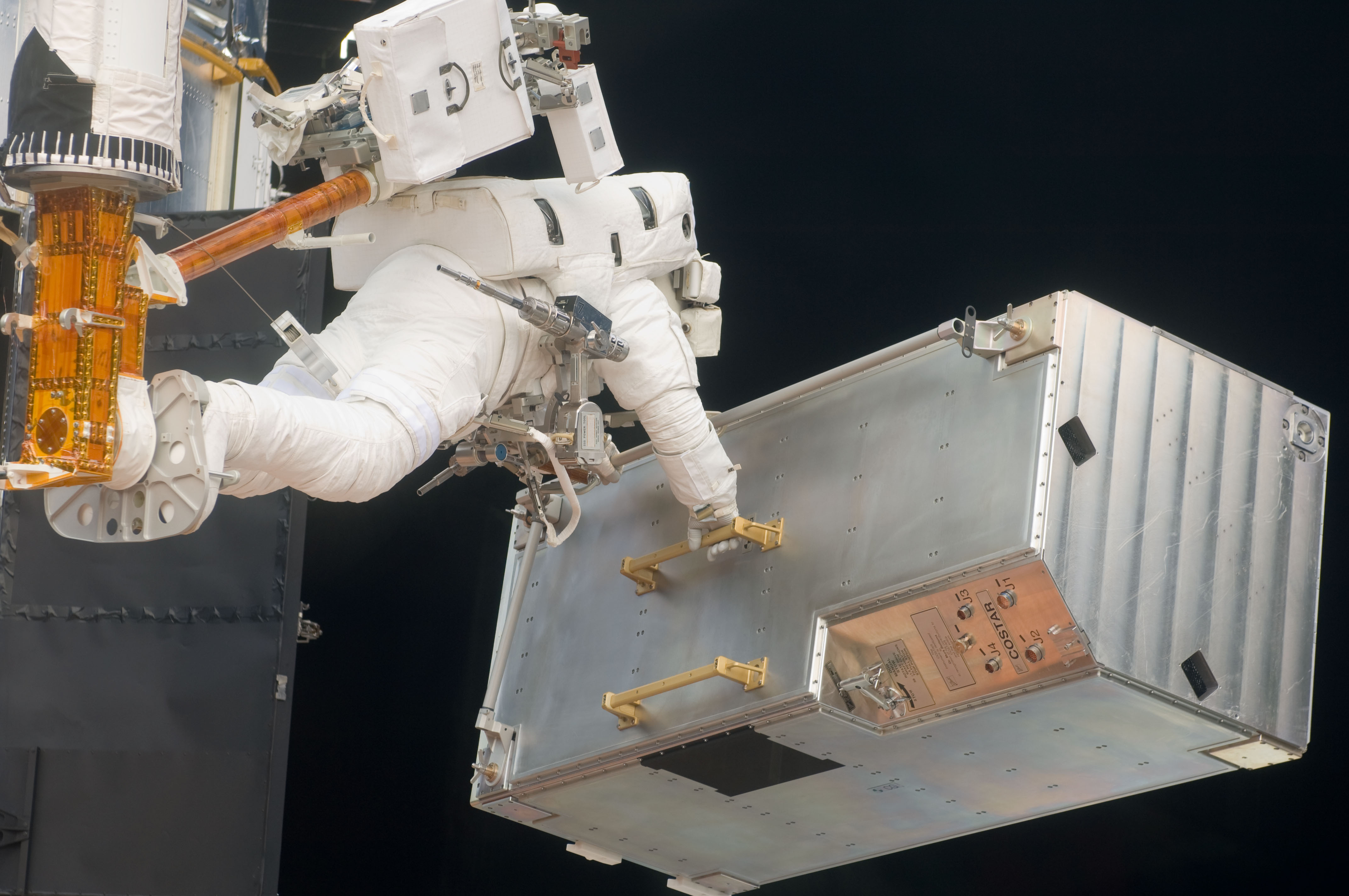
La rimozione del COSTAR nel 2009

A causa del modo con cui gli strumenti dell'HST vennero progettati, 2 differenti set di correttori erano richiesti. Il disegno della Wide Field and Planetary Camera 2, pianificato per rimpiazzare l'esistente WF/PC, includeva specchi di deviazione per inviare la luce direttamente nei 4 CCD costituendo le sue 2 fotocamere. Un errore inverso avrebbe cancellato completamente l'aberrazione dell'OTA. Tuttavia, gli altri strumenti mancavano di superfici intermedie che potessero risolvere in tal modo il problema, dunque era richiesto un dispositivo di correzione esterno.
Il Corrective Optics Space Telescope Axial Replacement (COSTAR) era progettato per correggere l'aberrazione sferica da FOC, FOS e GHRS. Consisteva in 2 specchi nel cammino della luce con un blocco per correggere l'aberrazione. Per inserire il sistema COSTAR nel telescopio, uno degli altri strumenti doveva essere rimosso, e gli astronomi scelsero di sacrificare l'High Speed Photometer. Nel 2002 tutti gli strumenti che originariamente necessitavano del COSTAR vennero sostituiti da altri con ottiche correttive proprie, portando alla rimozione e trasporto a terra del COSTAR nel 2009, per essere esibito al National Air and Space Museum. L'area precedentemente occupata dal COSTAR è ora occupata dal Cosmic Origins Spectrograph.

## Missioni di servizio e nuovi strumenti
L'Hubble venne progettato per essere sottoposto ad aggiornamenti regolari. La NASA fece volare 5 missioni di servizio, numerate SM 1, 2, 3A, 3B e 4, attraverso gli Space Shuttle, la cui prima avvenne nel dicembre del 1993 e l'ultima nel maggio 2009. Le missioni di servizio furono operazioni delicate che iniziavano con manovre di intercettazione del telescopio in orbita per poi fermarlo con l'aiuto del braccio meccanico dello Shuttle. I lavori venivano eseguiti attraverso diverse EVA lunghe 4 o 5 giorni. Dopo un'ispezione visiva del telescopio, gli astronauti conducevano riparazioni e sostituzioni di componenti rotti o degradati, aggiornavano l'equipaggiamento e installavano nuovi strumenti. Una volta completato il lavoro, il telescopio veniva ridispiegato, tipicamente dopo averlo spostato in un'orbita più alta per reindirizzare il decadimento orbitale causato dall'attrito atmosferico.

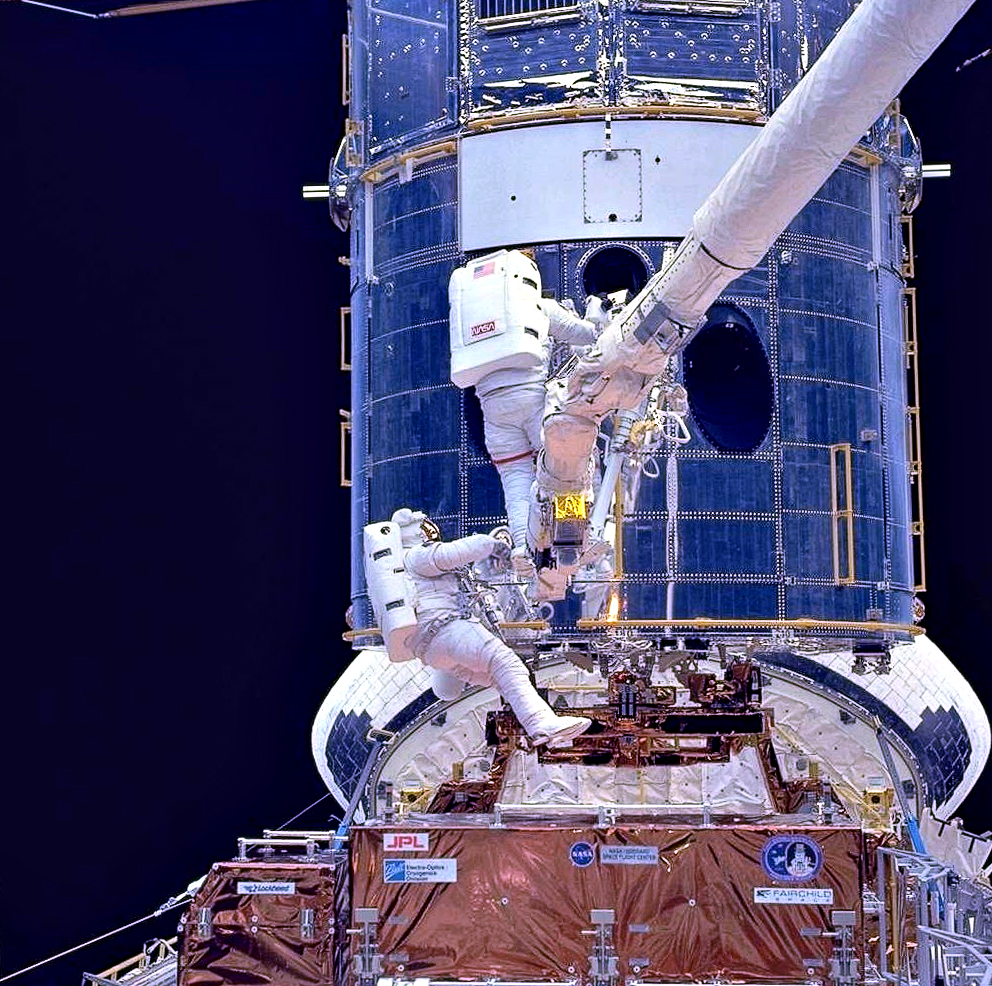
Gli astronauti Musgrave e Hoffman installano le ottiche correttive durante la SM1

### Missione di servizio 1
Dopo la scoperta del problema allo specchio primario, la prima missione di servizio dell'Hubble assunse una grande importanza, facendo lavorare duramente gli astronauti per installare le ottiche correttive. I 7 della missione vennero addestrati con un centinaio di strumenti specializzati. La Missione di servizio 1 volò a bordo dell'Endeavour nel dicembre del 1993, e coinvolse diversi strumenti ed equipaggiamenti da installare in oltre 10 giorni.
Fondamentalmente, l'High Speed Photometer venne sostituito dalle ottiche correttive COSTAR, e la WFPC venne rimpiazzata dalla Wide Field and Planetary Camera 2 (WFPC2) con un sistema correttivo preintegrato. Vennero sostituiti anche i pannelli solari con relative elettroniche di guida, assieme ai 4 giroscopi del sistema di puntamento, le 2 unità di controllo elettriche e 2 magnetometri. I computer di bordo vennero aggiornati con coprocessori supplementari, e l'orbita dell'HST venne rialzata.
Il 13 gennaio 1994 la NASA dichiarò che la missione era stata un pieno successo divulgando le prime immagini, più chiare rispetto al passato. La missione è stata una delle più complesse mai fatte fino ad allora, coinvolgendo 5 lunghe EVA. Il suo successo fu un vantaggio per la NASA, ma anche per gli astronomi che avrebbero finalmente avuto a disposizione un telescopio spaziale più capace.

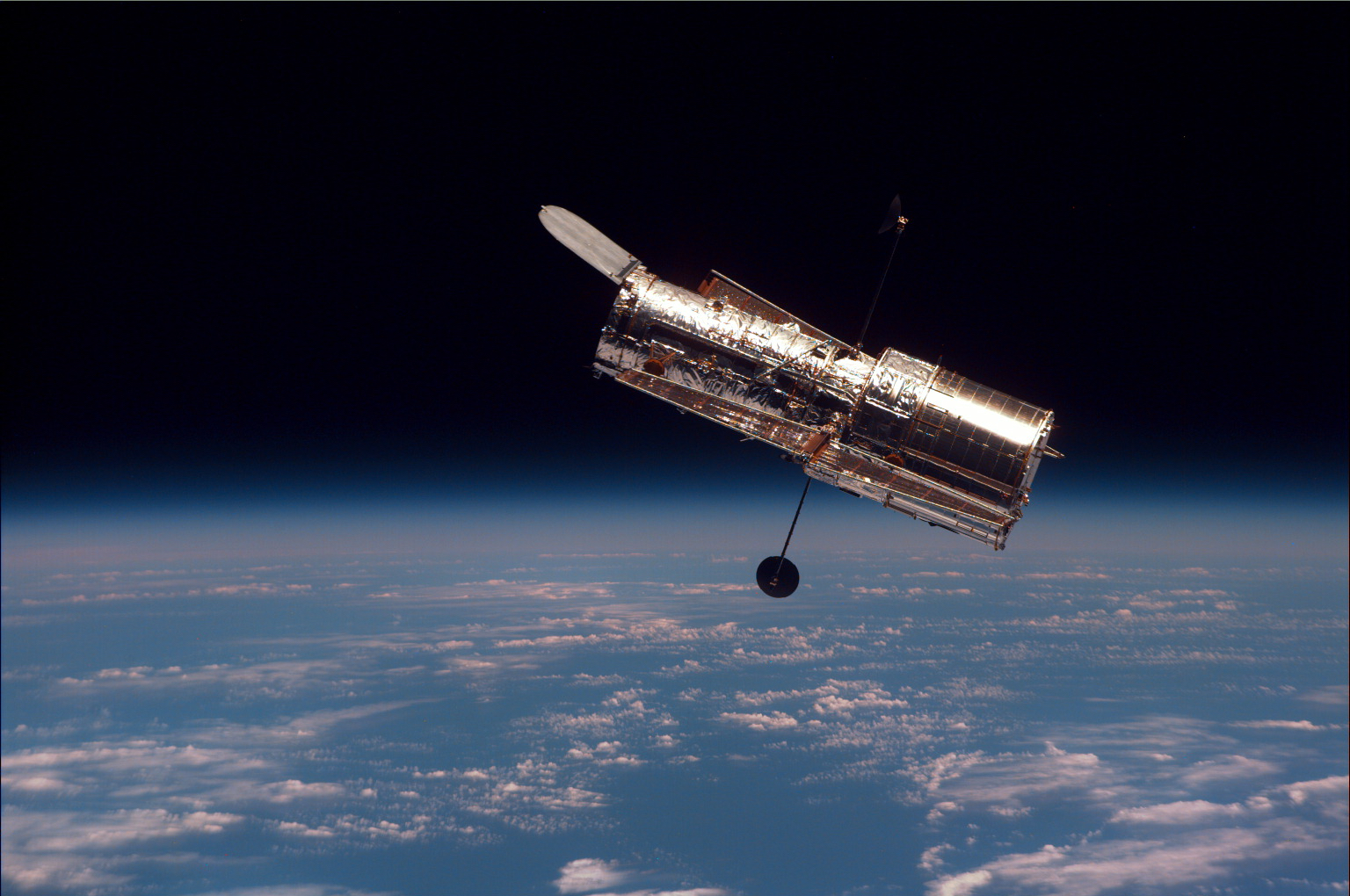
L'Hubble dopo la SM2

### Missione di servizio 2
La Missione di servizio 2, volata dal Discovery nel febbraio 1997, sostituì il GHRS e il FOS con lo Space Telescope Imaging Spectrograph (STIS) e il Near Infrared Camera and Multi-Object Spectrometer (NICMOS), oltre ad aver rimpiazzato il registratore tecnico-scientifico a nastro con uno nuovo a stato solido, e ad aver riparato l'isolamento termico. Il NICMOS conteneva un radiatore ad azoto solido per ridurre il rumore termico proveniente dallo strumento, ma dopo poco un'espansione termica imprevista portò al suo contatto con un deflettore ottico, che portò a una riduzione della sua vita prevista da 4,5 a 2 anni.

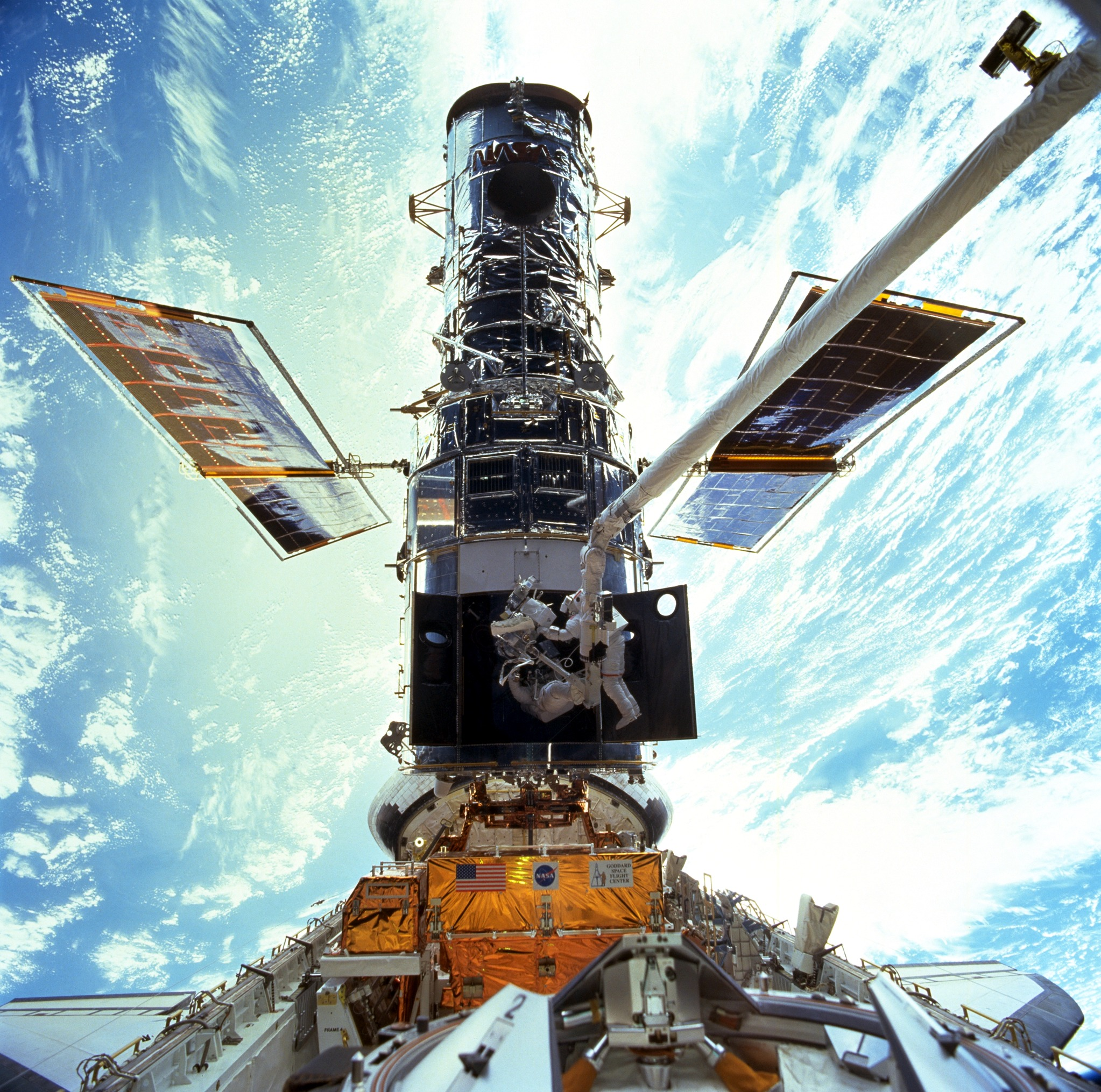
Gli astronauti Steven Smith e John Grunsfeld durante una delle attività extraveicolari della SM3A

### Missione di servizio 3A
La Missione di servizio 3A, portata in orbita dal Discovery, ebbe luogo nel dicembre 1999, ed era stata separata dalla Missione di servizio 3 dopo che 3 dei 6 giroscopi a bordo si ruppero. Un quarto giroscopio cessò di funzionare alcune settimane dopo la missione, rendendo il telescopio incapace di eseguire osservazioni scientifiche. La missione sostituì tutti i giroscopi, assieme a un Fine Guidance Sensor e al computer, installando anche un kit di miglioramento della tensione e della temperatura (VIK) per evitare un sovraccarico delle batterie, e sostituendo i banchi di isolamento termico. Il nuovo computer era 20 volte più rapido, con una memoria 6 volte più grande. Aumentò il throughput trasferendo alcune operazioni computazionali dalla terra al veicolo risparmiando denaro e con l'utilizzo di linguaggi di programmazione moderni.

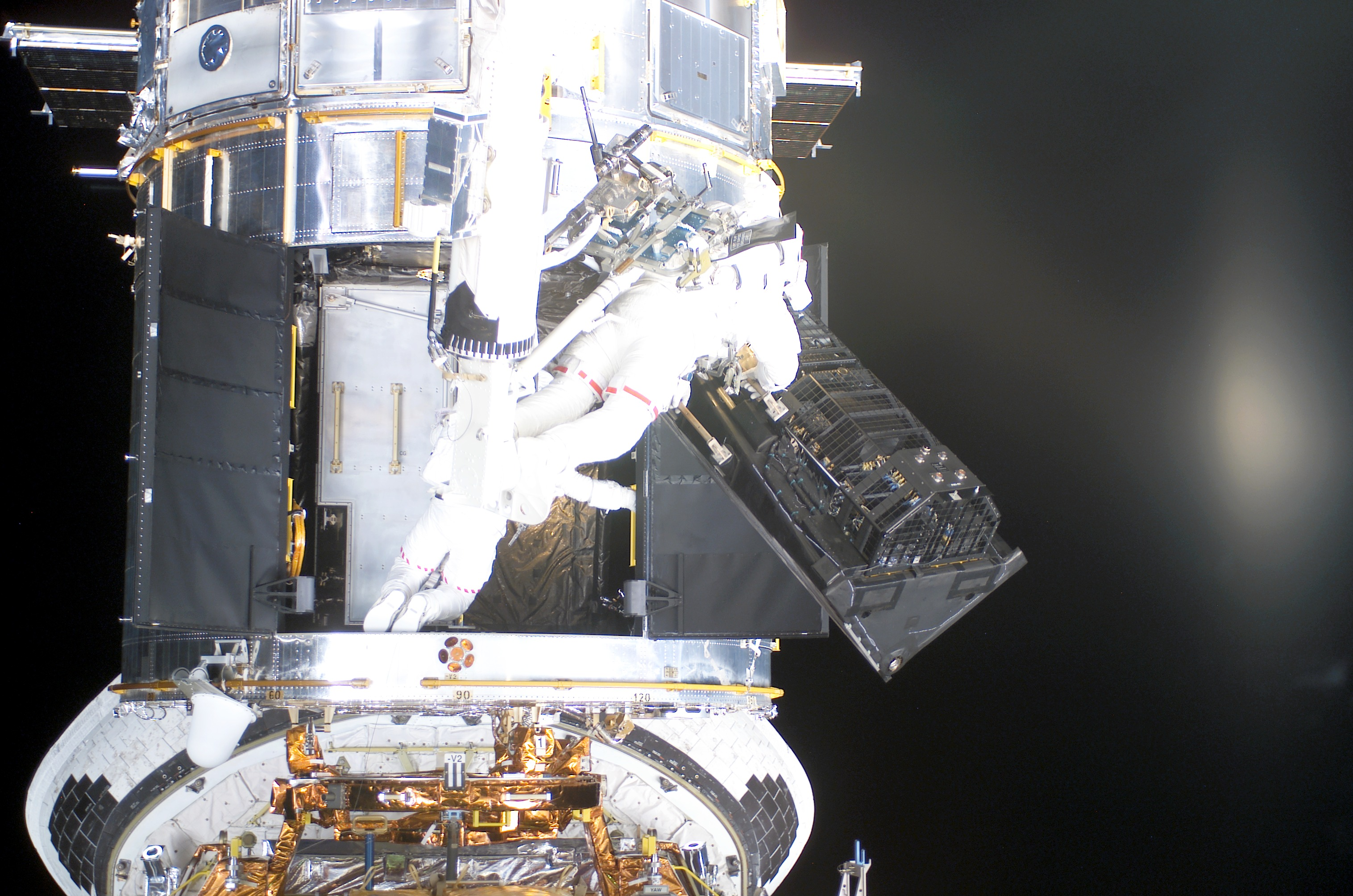
Gli astronauti rimuovono la FOC per fare spazio alla ACS durante la SM3B

### Missione di servizio 3B
La Missione di servizio 3B, eseguita dal Columbia nel marzo del 2002, vide l'installazione di un nuovo strumento, la Advanced Camera for Surveys (ACS), sostituendo la FOC; di tutti gli strumenti originariamente lanciati con l'Hubble rimasero solamente i Fine Guidance Sensors, usati solo per astrometria. Ciò significava che il COSTAR non era più necessario, dato che tutti gli strumenti ora integravano ottiche correttive proprie per correggere l'aberrazione sferica. La missione fece inoltre tornare operativo il NICMOS installando un raffreddatore a ciclo chiuso e rimpiazzando per la seconda volta i pannelli solari con dei nuovi, fornendo il 30% in più di energia.

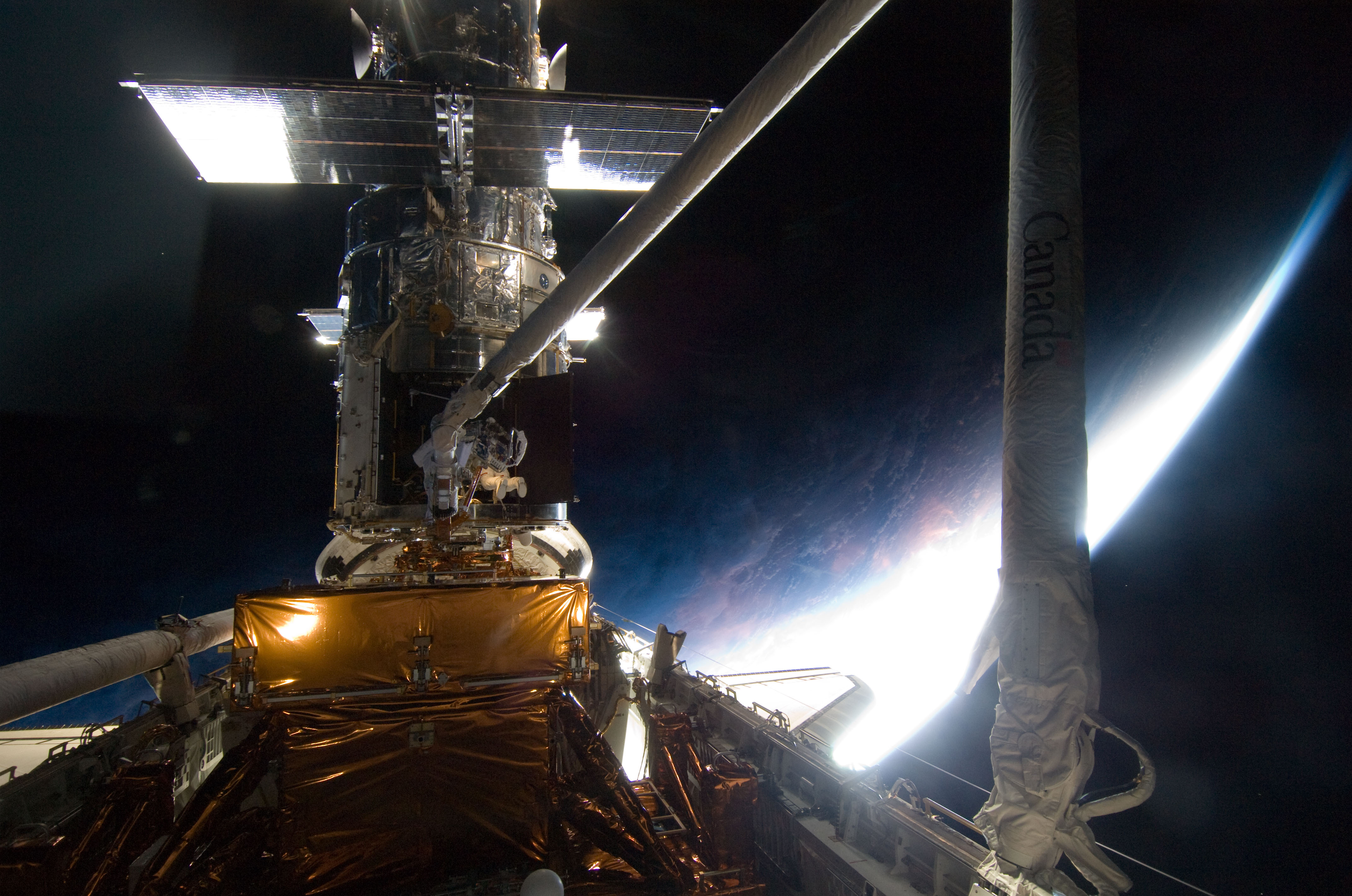
L'Hubble nella stiva dell'Atlantis, durante la SM4

### Missione di servizio 4
I piani prevedevano una missione di servizio per l'Hubble nel febbraio 2005, tuttavia a seguito del disastro del Columbia nel 2003, nel quale l'orbiter venne disintegrato al rientro atmosferico, ci furono gravi ripercussioni sul programma del telescopio spaziale Hubble. L'amministratore della NASA Sean O'Keefe decise che tutte le successive missioni dello Space Shuttle avrebbero raggiunto la ISS in caso di problemi in volo. Siccome nessuno Shuttle era capace di raggiungere sia l'HST che la ISS durante la stessa missione, tutte le missioni di servizio con equipaggio vennero cancellate. Questa decisione venne criticata da numerosi astronomi, i quali credevano nell'Hubble come un telescopio per cui valesse la pena rischiare delle vite umane. Il successore scientifico dell'HST, il James Webb Space Telescope (JWST), sarebbe stato pronto non prima del 2018. Di conseguenza, la maggiore preoccupazione di molti astronomi era la possibilità di un vuoto nelle osservazioni nella transizione generazionale del JWST, a seguito del grande impatto scientifico che l'Hubble aveva provocato. Il fatto che il James Webb non sarebbe stato allocato in orbita terrestre bassa non lo avrebbe reso nemmeno facilmente aggiornabile o riparabile in caso di un fallimento iniziale, e ciò avrebbe reso questo problema ancor più serio. D'altra parte, molti astronomi credettero che se per riparare l'Hubble fossero stati necessari fondi provenienti dal budget del JWST, allora la SM4 non avrebbe dovuto prendere luogo.

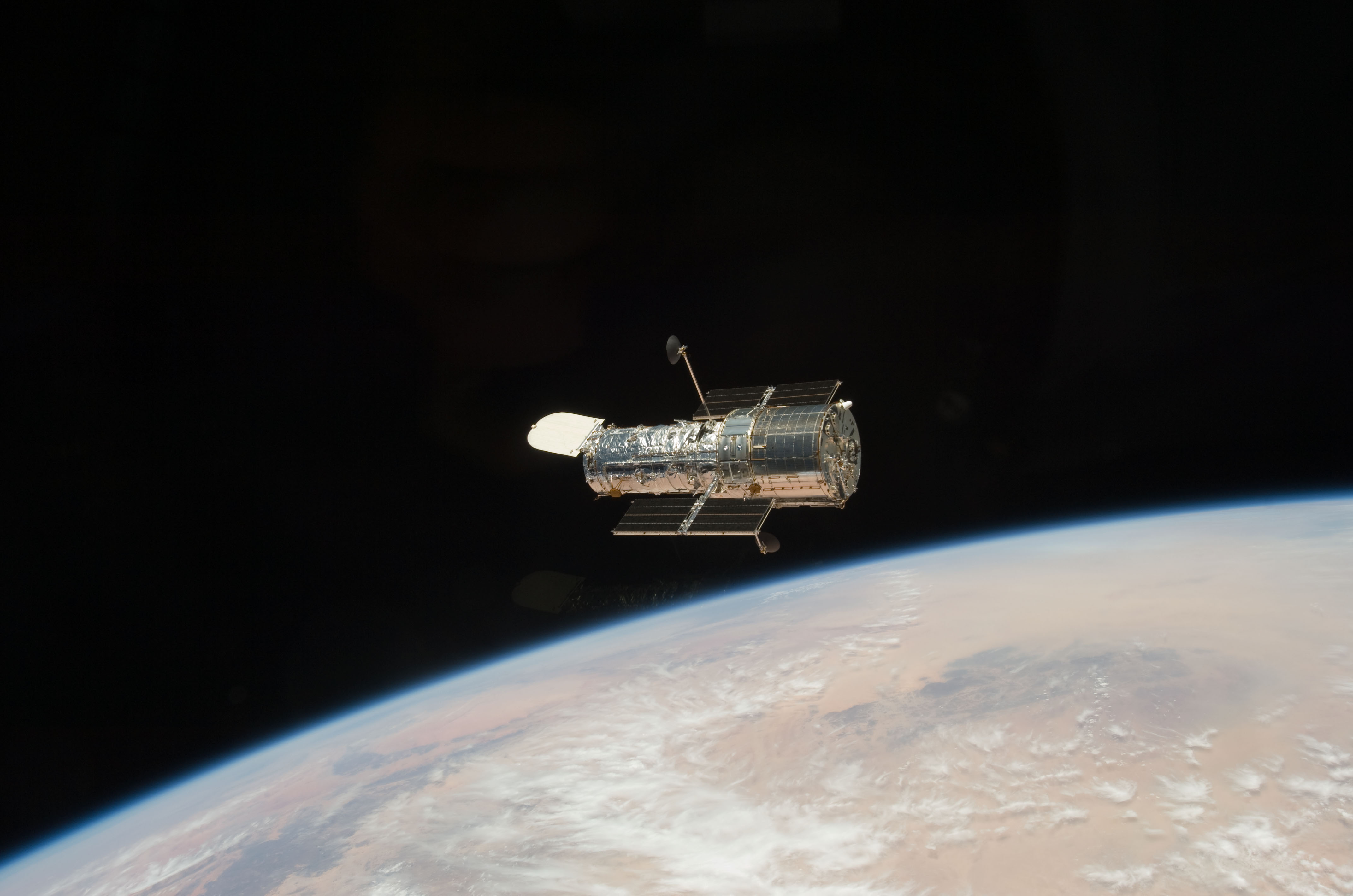
Il rilascio dell'Hubble a seguito della SM4

Nel gennaio del 2004, O'Keefe disse che avrebbe rivalutato la sua decisione di cancellare l'ultima missione di servizio all'HST a causa delle proteste e delle richieste anche da parte del Congresso. La National Academy of Sciences convocò un pannello ufficiale nel quale raccomandò a luglio 2004 di preservare l'HST da rischi apparenti. Il suo report sollecitò la NASA a non prendere azioni che precluderebbero una missione di servizio dello Space Shuttle verso il telescopio spaziale Hubble. Nell'agosto 2004 O'Keefe domandò al Goddard Space Flight Center di preparare una proposta di missione di servizio robotica dettagliata. Questi piani vennero successivamente cancellati, e la missione robotica venne giudicata non fattibile. A fine 2004, diversi membri del Congresso, guidati dal senatore Barbara Mikulski, presero le lamentele pubbliche e portarono a una guerra con un gran supporto (incluse migliaia di lettere di bambini provenienti da tutte le scuole della nazione) per far riconsiderare all'Amministrazione Bush e alla NASA la decisione di cancellare piani per una missione di recupero dell'Hubble.

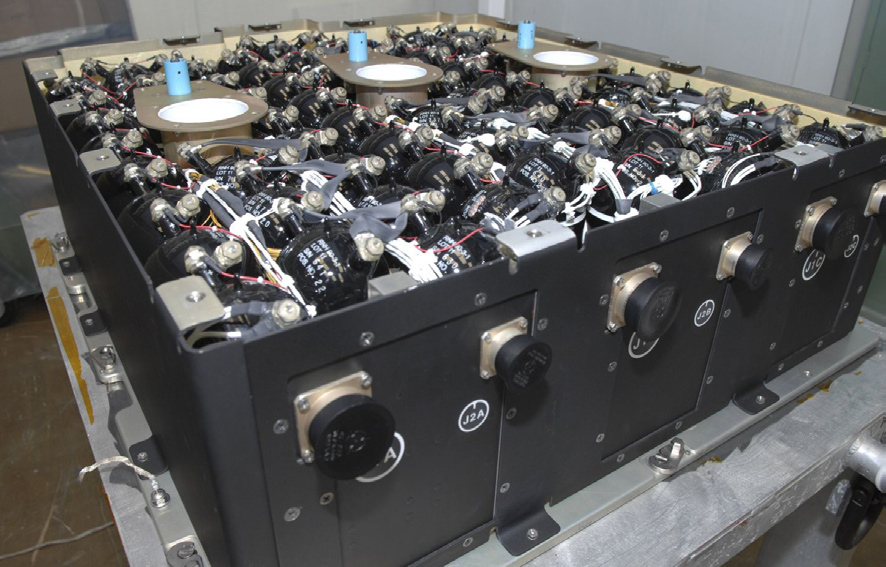
Il pacco di batterie Ni-Fe installato sull'HST durante la SM4

La nomina nell'aprile 2005 di un nuovo amministratore della NASA con un grado ingegneristico maggiore rispetto al precedente, Michael D. Griffin, cambiò la situazione, dato che Griffin dichiarò che avrebbe considerato una missione di servizio con equipaggio. Dopo poco il suo appunto, Griffin autorizzò il Goddard a procedere con i preparativi di un volo di manutenzione dell'Hubble, affermando che avrebbe preso la decisione finale dopo i successivi 2 voli dello Shuttle. Nell'ottobre del 2006 Griffin diede il via libera finale, e la missione da 11 giorni dell'Atlantis venne stabilita nell'ottobre 2008. L'unità principale di gestione dei dati sull'Hubble si danneggiò nel settembre di quell'anno, fermando la trasmissione dei dati scientifici fino a che non venne attivata l'unità di backup, il 25 ottobre 2008. Siccome il fallimento di questa avrebbe reso l'HST inutile, la missione di servizio venne spostata a quando sarebbe stato disponibile un ricambio per l'unità primaria.
La Missione di servizio 4, tenuta dall'Atlantis nel maggio 2009, fu l'ultima missione dello Shuttle ad essere impegnata nell'HST. La SM4 installò un rimpiazzo per l'unità di gestione dei dati, riparò i sistemi dell'ACS e dello STIS, installò nuove batterie al nichel-idrogeno e sostituì altri componenti. La SM4 installò anche 2 nuovi strumenti di osservazione - la Wide Field Camera 3 (WFC3) e il Cosmic Origins Spectrograph (COS); venne montato anche un Soft Capture and Rendezvous System, che permetterà future operazioni di rendezvous, cattura e smaltimento sicuro dell'Hubble in caso di missione robotica o con equipaggio. Eccetto il canale ad alta risoluzione dell'ACS, il quale non era riparabile, i lavori eseguiti durante la SM4 permisero al telescopio di tornare ad essere pienamente funzionale, continuando tutt'oggi ad essere pienamente operativo.

## Progetti importanti

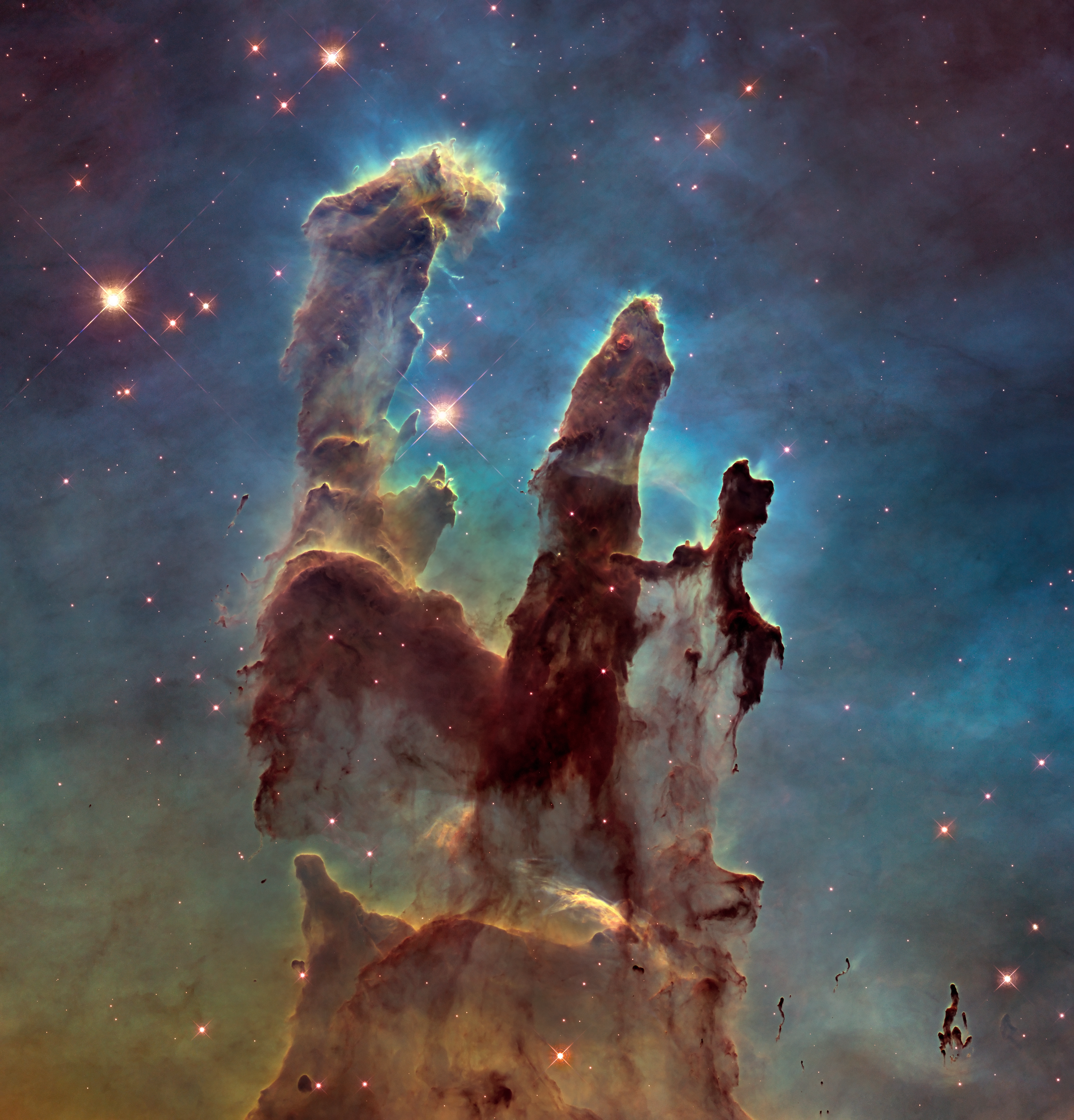
Una delle più famose immagini dell'Hubble, i Pilastri della creazione, che mostrano stelle nascenti nella Nebulosa dell'Aquila (immagine del 2014).

Dall'avvio del programma, l'Hubble lavorò in cooperazione con altri osservatori, come il Chandra X-ray Observatory e il Very Large Telescope, conducendo grandi osservazioni. Anche se l'HST è alla fine della sua missione estesa, sono stati programmati ancora molti progetti. Un esempio è il nascente programma Frontier Fields, ispirato dai risultati delle osservazioni profonde di Abell 1689.

### Cosmic Assembly Near-infrared Deep Extragalactic Legacy Survey
In una conferenza stampa risalente ad agosto 2013, il CANDELS venne definito il più grande progetto nella storia dell'Hubble, dato che l'investigazione mirava ad esplorare l'evoluzione galattica del primo Universo attraverso lo studio dei primi semi della struttura cosmica attuale, a meno di un miliardo di anni dopo il Big Bang. Il sito del CANDELS descrive gli obiettivi del progetto come segue:

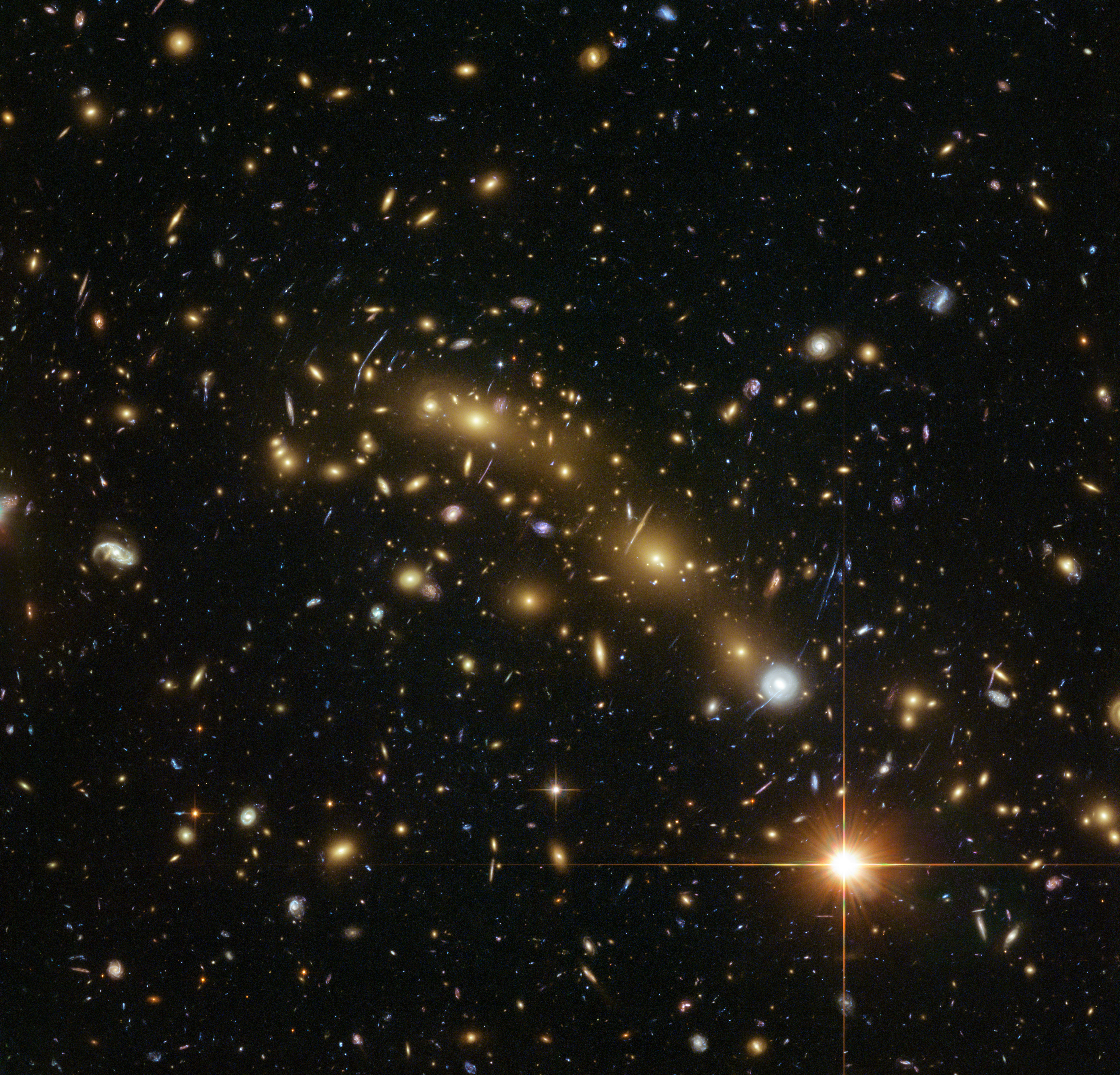
MACS0416.1-2403, oggetto di studio da parte del programma Frontier Fields

### Frontier Fields program
Il programma, ufficialmente denominato "Hubble Deep Fields Initiative 2012" punta ad avanzare le conoscenze sulla formazione delle prime e più deboli galassie, studiando quelle fortemente spostate verso il rosso, in campi vuoti, con l'aiuto della diffusione gravitazionale. Gli obiettivi del Frontier Fields sono:
- rilevare galassie a z = 5–10 da 10 a 50 volte più deboli rispetto a qualsiasi altro oggetto conosciuto;
- provare le attuali conoscenze sulle masse stellari e sulla formazione delle stelle appartenenti alle galassie di classe L;
- fornire la prima caratterizzazione morfologica statisticamente significativa delle stelle appartenenti a galassie a z > 5;
- trovare galassie a z > 8 sufficientemente lontane da ammassi per capire la loro struttura interna, e/o risaltate dalla diffusione di ammassi per un seguito spettroscopico.

## Uso pubblico

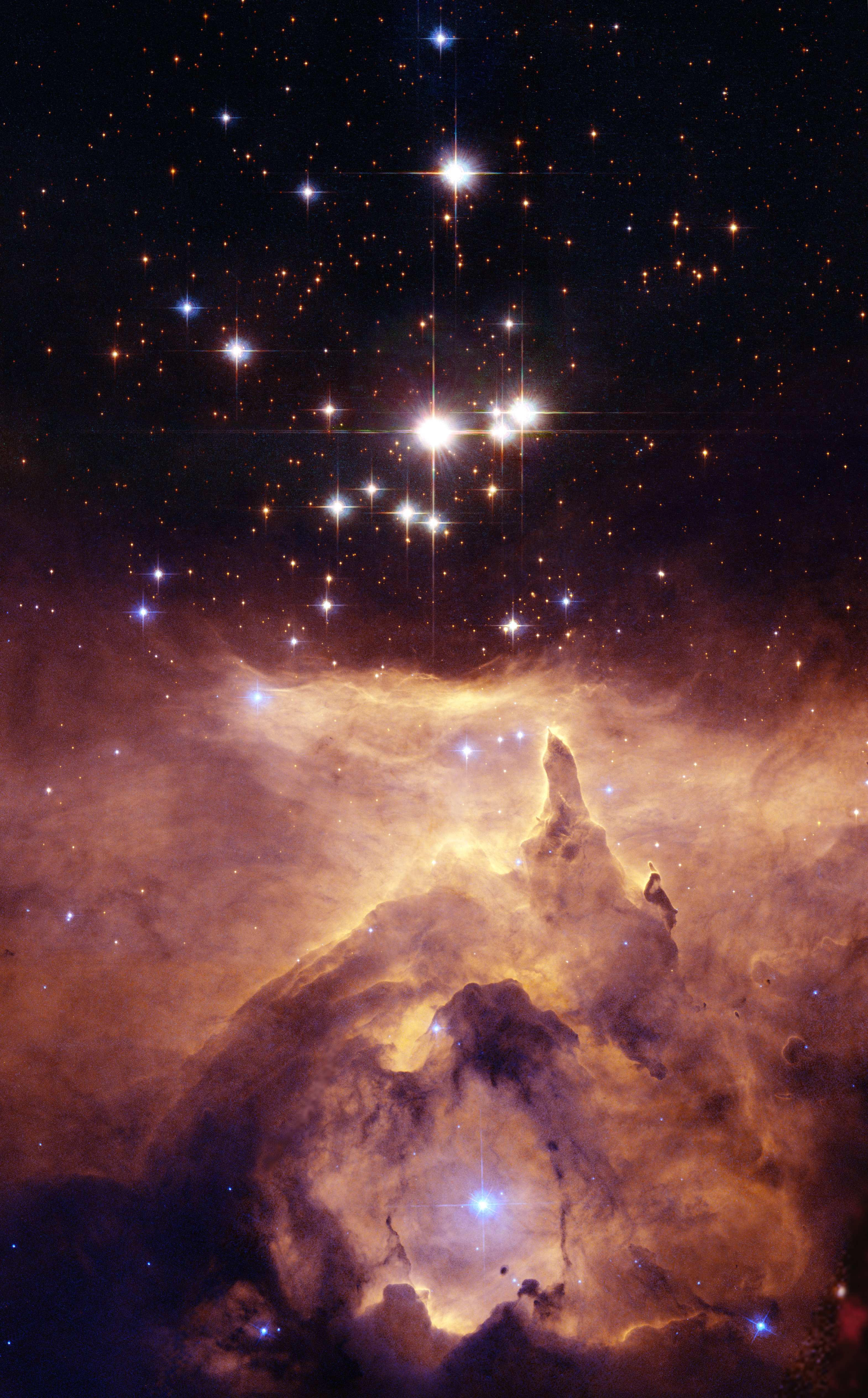
L'ammasso stellare Pismis 24 con una nebulosa

Chiunque può impiegare tempo sul telescopio; non ci sono restrizioni di nazionalità o accademia, ma i fondi per le analisi sono disponibili solo grazie alle istituzioni statunitensi. La competizione per il telescopio è intensa, dato che solo un quinto delle proposte viene poi accettato.
Le proposte sono a cadenza annuale, allocando tempo ad ogni ciclo, ciascuno di circa un anno. Le proposte sono divise in diverse categorie; le osservazioni generali sono le più comuni, dato che coprono le osservazioni di routine. Nelle osservazioni "snapshot", invece, i target occupano 45 minuti del tempo del telescopio, incluse le procedure di preparazione. Queste osservazioni vengono fatte per coprire i vuoti nella pianificazione del telescopio che non potrebbero essere coperti da programmi generali.
Gli astronomi possono anche fare proposte di target opportunistici, per le quali le osservazioni vengono pianificate durante eventi transitori in cui altri target sono oscurati. Inoltre, fino al 10% del tempo sul telescopio è a discrezione del direttore (DD). Gli astronomi possono usare il DD in ogni momento dell'anno, dopo la sua assegnazione per lo studio di fenomeni transitori inaspettati come la supernovae.
Altri usi del DD includono osservazioni nell'Hubble Deep Field e Ultra Deep Field nel primo dei 4 cicli del tempo del telescopio; queste ultime sono eseguite da astronomi amatori.

### Osservazioni amatoriali
Il primo direttore dell’STScI, Riccardo Giacconi, annunciò nel 1986 l’intenzione di impiegare una parte del DD in osservazioni amatoriali. Pur essendo in realtà solo poche ore a orbita, l’annuncio sollevò grande interesse, portando alla formulazione di molte proposte, assegnando il tempo a quelle con merito scientifico, senza copiare le proposte fatte dai professionisti, e che richiedevano le capacità offerte al momento dal telescopio. Tra il 1990 e il 1997 vennero selezionate 13 proposte. La prima della serie, chiamata "A Hubble Space Telescope Study of Posteclipse Brightening and Albedo Changes on Io", venne pubblicata sull'Icarus, un giornale dedicato a studi nel Sistema solare. Assieme a esso venne pubblicato anche un altro studio.
Successivamente, le restrizioni al budget del STScI resero impossibile il supporto del lavoro degli astronomi amatoriali, così il programma venne sospeso, nel 1997.

## Risultati scientifici

### Progetti chiave
Nei primi anni ottanta, la NASA e l’STScI istituirono 4 pannelli per discutere i progetti chiave, scientificamente importanti e molto dispendiosi, dell’Hubble; il telescopio infatti avrebbe speso molto tempo su ciascuno di essi, e la loro pianificazione avvenne durante la prima fase della missione dell’HST, onde evitare il mancato raggiungimento degli obiettivi prefissati a causa di malfunzionamenti che avrebbero portato a una conclusione anticipata della missione.
I pannelli identificarono 3 obiettivi da raggiungere:
- lo studio del mezzo intergalattico medio, per determinarne le proprietà, e del contenuto gassoso delle galassie e degli ammassi costituiti da esse, esaminando le linee di assorbimento dei quasar;[109]
- lo studio approfondito del mezzo intergalattico impiegando solamente la Wide Field Camera;[110]
- il calcolo della costante di Hubble riducendo al 10% l'errore relativo, sia esterno che interno, nella calibrazione della scala delle distanze.[111]

### Scoperte importanti

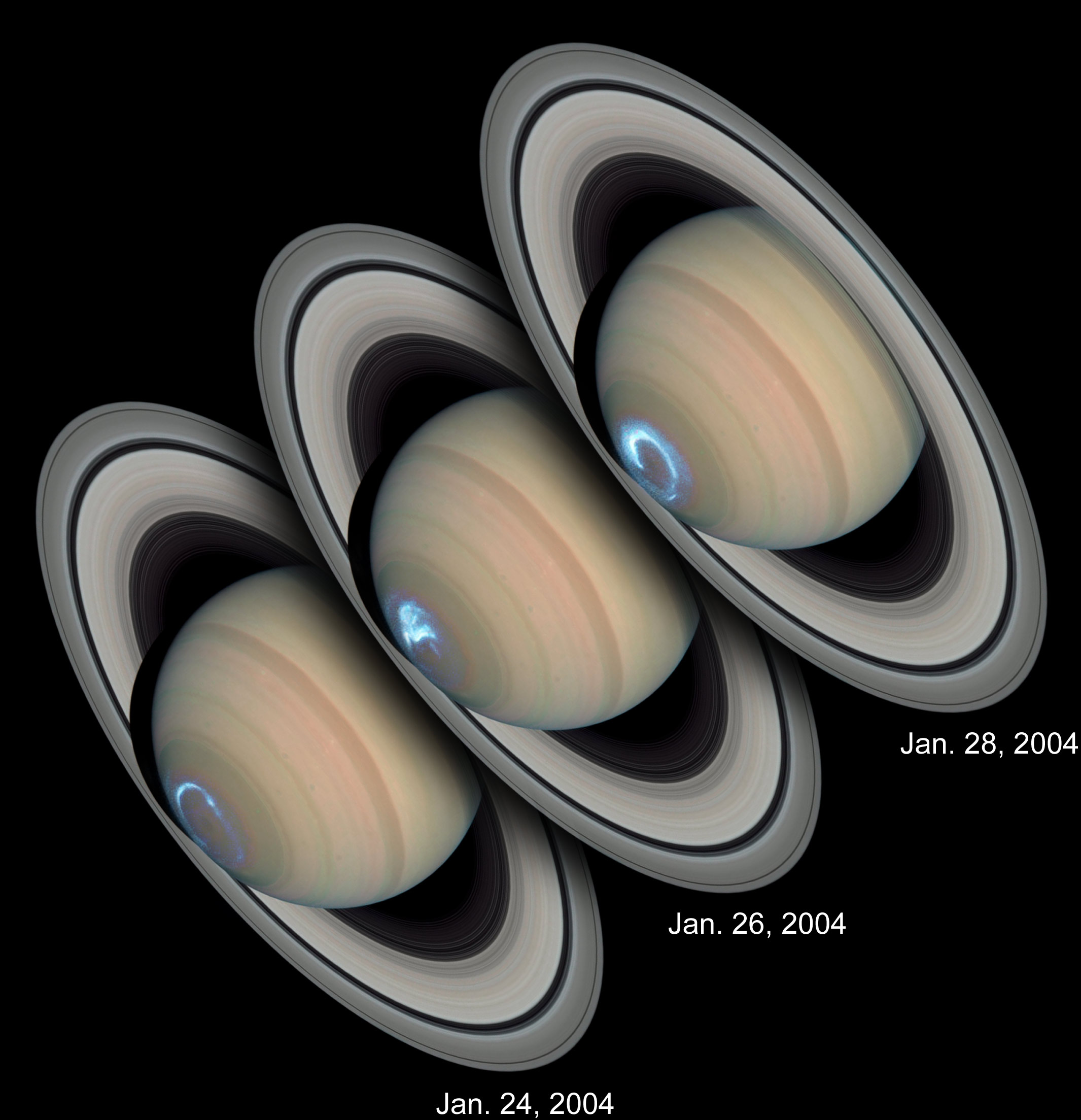
Immagine combinata delle osservazioni dello STIS e dell'ACS nel visibile e ultravioletto, rivelando le aurore nel polo sud di Saturno

L'Hubble aiutò a risolvere diversi problemi astronomici, ma per spiegare alcune osservazioni fu necessaria la formulazione di nuove teorie. Tra gli obbiettivi della sua missione primaria era previsto il calcolo della distanza tra le variabili cefeidi, più accuratamente rispetto al passato; da ciò derivò uno scontro con il valore della costante di Hubble, ovvero il rapporto con cui l'universo si sta espandendo, legato alla sua età. Prima del lancio del telescopio, questo valore era affetto da un errore tipico del 50%, ma grazie alle misurazioni compiute dall’Hubble sulle variabili cefeidi nell'ammasso della Vergine e di altri distanti ammassi galattici si arrivò al calcolo di un valore con errore relativo del ±10%, un valore ben più preciso rispetto al passato. Da ciò derivò che l’età dell’Universo, precedentemente stimata tra 10 e 20 miliardi di anni, si poté correggere a circa 13,7 miliardi di anni.
Pur avendo raffinato la stima dell'età dell'universo, l’Hubble mise in dubbio le teorie sul suo futuro. Gli astronomi dell'High-z Supernova Search Team e del Supernova Cosmology Project, osservando supernovae lontane attraverso telescopi a terra congiunti all'HST, scoprirono l'evidenza che, anziché decelerare sotto l'influenza della gravità, l’espansione dell'Universo stava accelerando. Tre dei membri di questi gruppi ricevettero in seguito il premio Nobel per la loro scoperta. La causa di ciò rimane tuttora sconosciuta; la spiegazione più accreditata prevede l'esistenza dell’energia oscura.

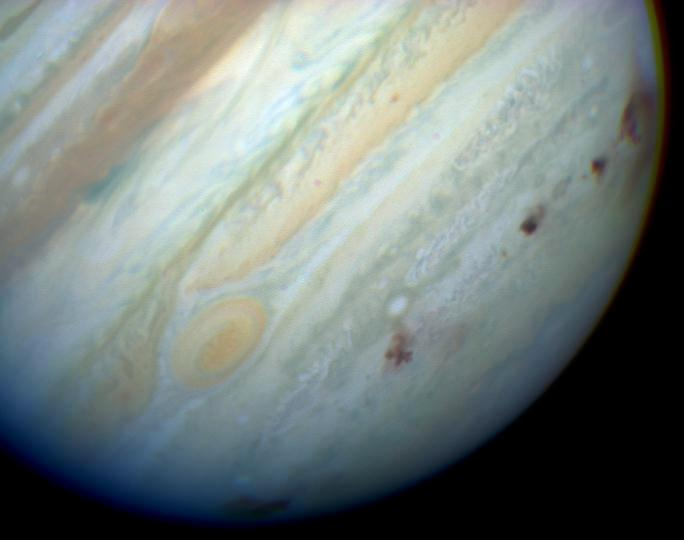
Le macchie marroni indicano i siti d'impatto della cometa Shoemaker–Levy 9 nell'emisfero meridionale di Giove, come fotografate dall'Hubble.

Gli spettri e le immagini ad alta risoluzione forniti dall'Hubble produssero anche misurazioni più precise riguardo al numero di buchi neri presenti nei centri galattici vicini. Dopo diverse teorie e osservazioni tra gli anni sessanta e anni ottanta del Novecento, i lavori seguiti dal telescopio mostrarono una certa diffusione dei buchi neri nei centri di tutte le galassie. Inoltre l’HST stabilì l’esistenza di un rapporto tra le masse nucleari dei buchi neri e le proprietà delle galassie nelle quali sono ospitati.
La collisione della cometa Shoemaker-Levy 9 con Giove nel 1994 avvenne fortunatamente poche settimane dopo la Missione di servizio 1, grazie alla quale vennero ripristinate le performance ottiche dell’Hubble. Le sue immagini del pianeta furono ben più chiare di quelle ottenute dal passaggio del Voyager 2 nel 1979, e furono cruciali per lo studio della dinamica collisionale di una cometa con Giove, un evento che si ripete come minimo una volta al secolo.
Altre scoperte fatte grazie ai dati dell'Hubble includono i dischi protoplanetari nella nebulosa di Orione, la presenza dei pianeti extrasolari, e il comportamento dei misteriosi lampi gamma (GRB). Inoltre l'HST venne usato per studiare gli oggetti ai limiti del Sistema solare, inclusi Plutone ed Eris, pianeti nani della fascia di Kuiper.

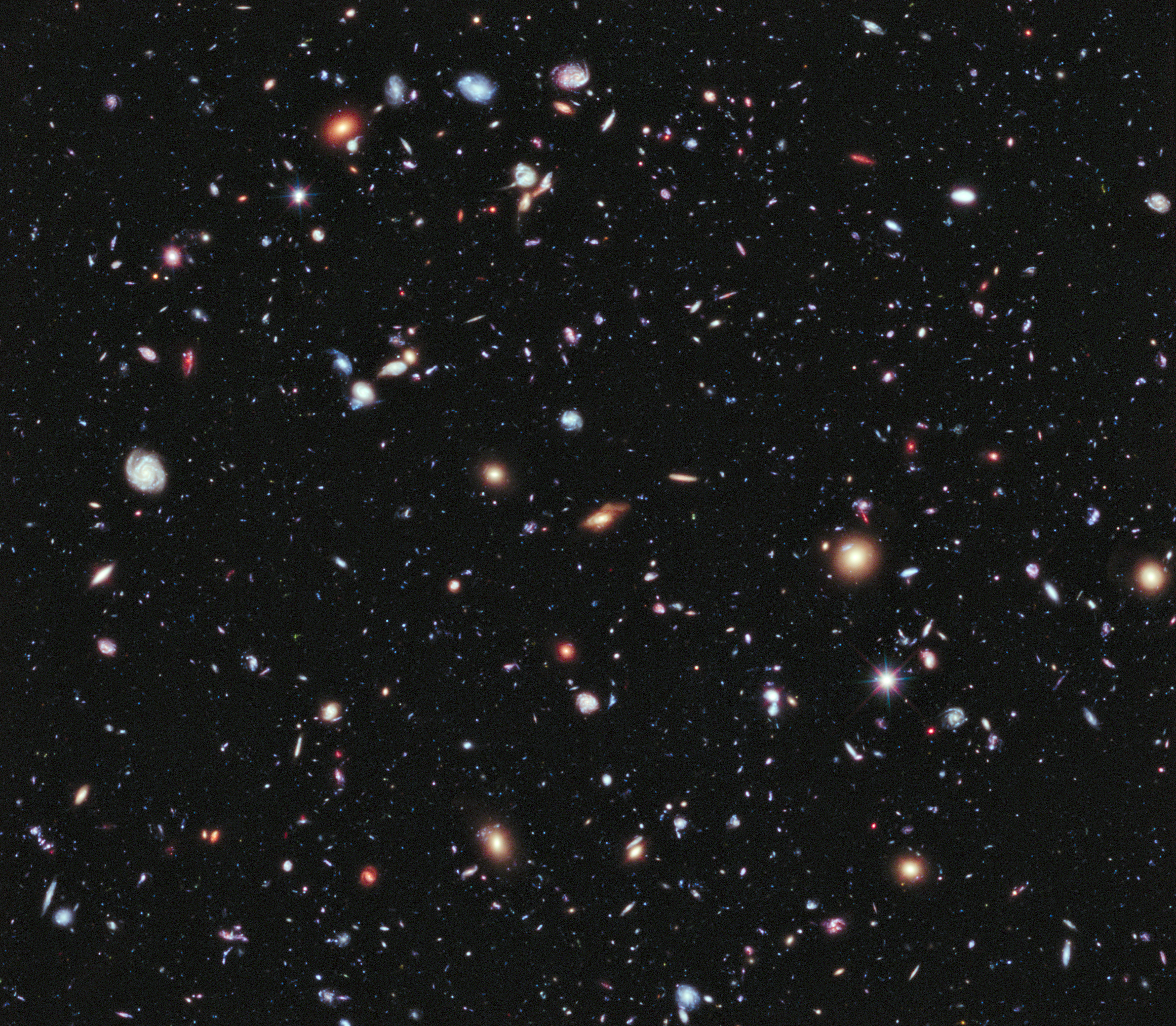
L'Hubble Extreme Deep Field nella costellazione della Fornace

L'Hubble Deep Field, Hubble Ultra-Deep Field e l'Hubble Extreme Deep Field costituirono due finestre sull'Universo, uniche nel loro genere; sfruttando la sensibilità nel visibile dell'HST si ottennero immagini di piccoli campioni di cielo, i più profondi mai ottenuti in questa lunghezza d'onda. I campi includevano galassie a miliardi di anni luce, e generarono una gran quantità di dati scientifici sull’inizio dell’Universo. La Wide Field Camera 3 migliorò la veduta di questi campi nell’infrarosso e nell’ultravioletto, permettendo la scoperta di alcuni degli oggetti più distanti mai osservati, come MACS0647-JD.
Nel febbraio del 2006 l’Hubble scoprì SCP 06F6, un oggetto astronomico non classificato, con magnitudine massima 21; tra giugno e luglio 2012 venne scoperta una quinta luna di Plutone.
Nel marzo 2015, venne annunciato che misurazioni sulle aurore di Ganimede avevano rivelato la presenza di un oceano sotto la superficie del satellite mediceo. Grazie all’Hubble si capì che una gran quantità di acqua salata era capace di sopprimere l’interazione tra il campo magnetico gioviano e quello di Ganimede. L’oceano ha una profondità stimata di 100 km, intrappolato sotto una crosta ghiacciata di 150 km.
L’11 dicembre 2015 l’Hubble catturò l’immagine della prima riapparizione programmata di una supernova, soprannominata Refsdal; questa venne calcolata attraverso la deformazione della sua luce, causata dalla gravità esercitata da un vicino ammasso galattico. Refsdal era stata precedentemente osservata nel novembre del 2014 dietro l’ammasso galattico MACS J1149.5+2223 come parte del programma Frontier Fields. La supernova venne immortalata in 4 immagini separate all'interno di un arrangiamento, noto come la croce di Einstein. La luce proveniente dall’ammasso aveva impiegato circa 5 miliardi di anni per raggiungere la Terra, mentre la supernova esplose 10 miliardi di anni fa. Il rilevamento di Refsdal fu utile a testare i nuovi modelli di distribuzione della massa, specialmente oscura, dentro agli ammassi galattici.
Il 3 marzo 2016 venne annunciata la scoperta della galassia più lontana dalla Terra mai rilevata: GN-z11. Le osservazioni dell'Hubble ebbero luogo l'11 febbraio e il 3 aprile 2015, come parte dei programmi CANDELS e GOODS.

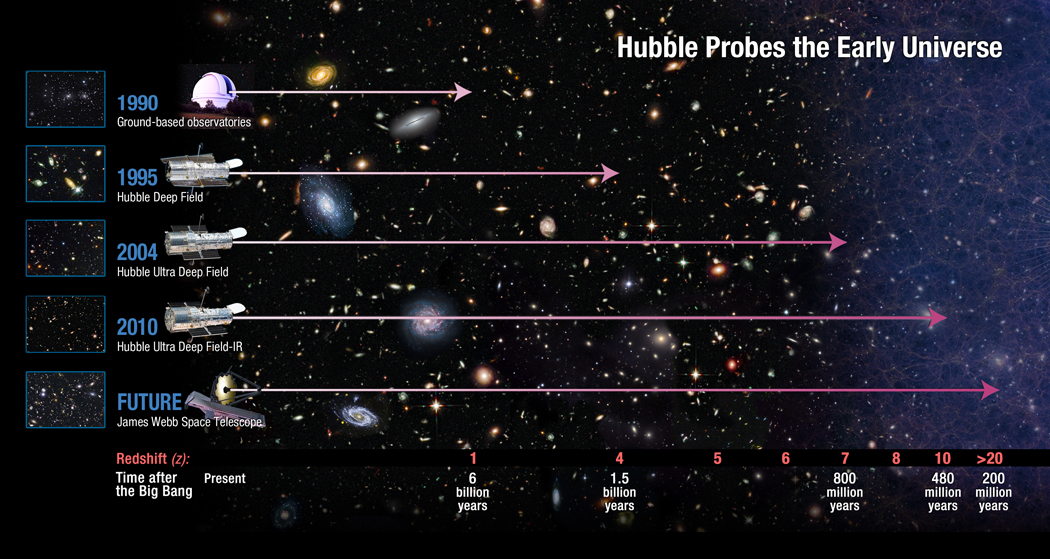
L'evoluzione dei telescopi a Terra e nello spazio, fino al JWST, lanciato nel 2021.

### Impatto sull'astronomia
L'Hubble, come dimostrato dai numerosi target misurati, ebbe un grande impatto sull'astronomia. Negli anni vennero pubblicati oltre 9000 report basati sui dati del telescopio spaziale, e ci furono molte altre apparizioni in varie conferenze. A differenza di un terzo di tutti i report astronomici, solo il 2% di quelli dell'HST non hanno citazioni. In media, un report precedente all'Hubble ha la metà delle fonti di quelle successive al lancio del telescopio, e al giorno d'oggi (2017) il 10% dei 200 report pubblicati ogni anno sono basati sui dati dell'HST.
Nonostante l'aiuto dato dall'Hubble nella ricerca astronomica, i suoi costi finanziari furono molto ampi. Si stima che l'HST abbia generato 15 volte i dati ottenuti da un telescopio a Terra da 4 m, come, per esempio, il William Herschel Telescope, ma con un costo di costruzione e mantenimento maggiore di circa 100 volte.
Scegliere tra l'impiego di un telescopio a Terra o uno spaziale è difficile. Prima dell'Hubble, diversi telescopi a Terra, attraverso tecniche specifiche, come l'interferometria, ottennero immagini ottiche e nell'infrarosso a risoluzione più elevata di quelle che l'Hubble avrebbe potuto scattare, ma avrebbe potuto osservare solo target 108 volte più luminosi di quelli più deboli osservabili dal telescopio spaziale. Per migliorare le capacità dei telescopi a Terra nella fotografia IR di oggetti deboli vennero sviluppate ottiche adattabili, ma la loro scelta era spesso messa da parte per un telescopio spaziale dati i particolari dettagli richiesti per rispondere a certe domande astronomiche. Nelle bande del visibile queste ottiche possono correggere solamente un campo ristretto, mentre l'HST è capace di scattare immagini ottiche ad alta risoluzione in un campo ampio. Infine, solo una piccola frazione degli oggetti astronomici è accessibile ai telescopi a terra, mentre l'Hubble può eseguire osservazioni ad alta risoluzione di qualsiasi porzione del cielo notturno, inclusi oggetti estremamente deboli.

### Ingegneria aerospaziale
Assieme ai suoi risultati scientifici, l'Hubble ha anche apportato significativi contributi all'ingegneria aerospaziale e sulle performance di sistemi in orbita terrestre bassa: attraverso la sua lunga vita, la strumentazione e il ritorno di componenti a Terra fu possibile l'analisi delle prestazioni del telescopio. In particolare, l'Hubble contribuì allo studio del comportamento nel vuoto delle strutture in grafite composita, la contaminazione ottica proveniente dai gas residui e dalla manutenzione umana, i problemi elettrici e sensoriali dovuti alle radiazioni, e il comportamento a lungo termine dell'insolazione multi-strato. Inoltre venne scoperto che l'impiego di ossigeno pressurizzato per distribuire i fluidi sospesi nei giroscopi causava rotture per corrosione nelle condutture elettriche; per questo attualmente viene usato azoto pressurizzato nell'assemblaggio di giroscopi.

## I dati dell’Hubble

### Trasmissione a Terra

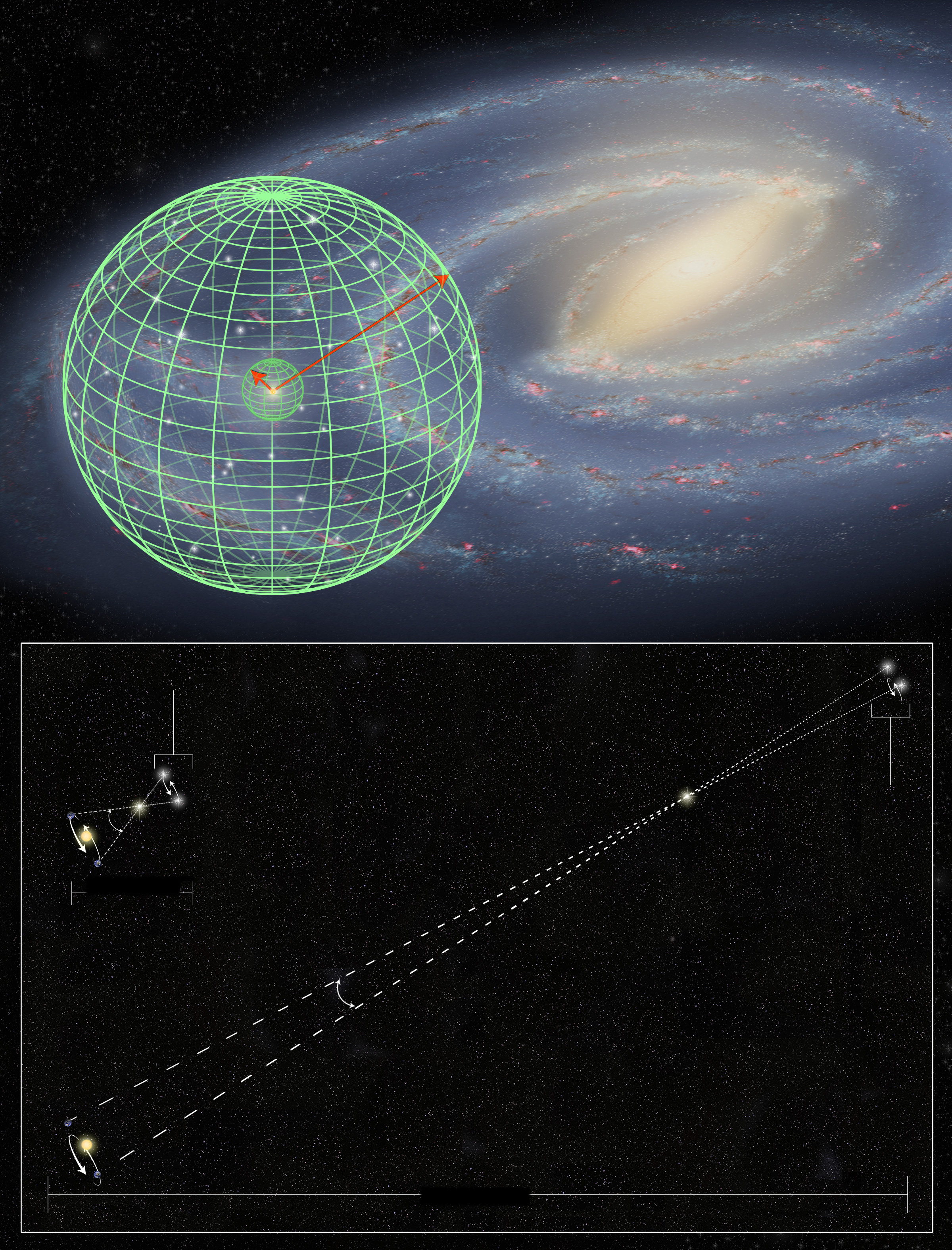
Il campo analizzato della Via Lattea è stato esteso di 10 volte rispetto al passato grazie all'Hubble.

I dati dell’Hubble venivano inizialmente archiviati sul veicolo, il quale era equipaggiato con dei vecchi registratori a nastro, che vennero sostituiti con attrezzature a stato solido durante le SM 2 e 3A. Circa 2 volte al giorno l’Hubble Space Telescope trasmette i dati raccolti a un satellite del Tracking and Data Relay Satellite System (TDRSS), che li trasmetterà a Terra con una delle 2 antenne ad alto guadagno da 18 m della White Sands Test Facility. Da qui vengono mandati al Telescope Operations Control Center del Goddard Space Flight Center, per poi finalmente raggiungere lo Space Telescope Science Institute per l’archiviazione. Ogni settimana, l’HST raccoglie circa 140 gigabit di dati.

### Immagini a colori
Tutte le immagini dell’Hubble sono in scala di grigi e/o monocromatiche, ma le fotocamere integrate possiedono diversi filtri, ciascuno sensibile a specifiche lunghezze d’onda. Per questo possono essere create immagini a colori, sovrapponendo immagini monocromatiche separate, ottenute con filtri diversi. Questo processo può però dare origine a immagini a falsi colori nei canali dell’infrarosso e ultravioletto, frequenze tipicamente renderizzate soprattutto nel rosso e nel blu, rispettivamente.

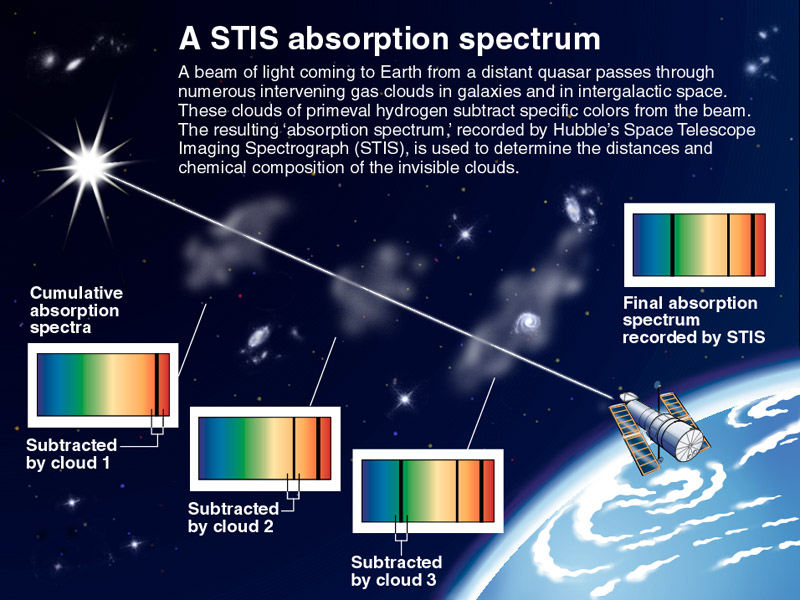
Le analisi dei dati di uno spettro rivelano la chimica delle nuvole nascoste

### Archivi
Tutti i dati dell’Hubble vengono resi pubblici attraverso il Mikulski Archive for Space Telescopes (MAST) dell’STScI, del CADC e dell’ESA/ESAC. Inoltre sono generalmente sottoposti a licenze proprietarie per un anno dalla loro cattura; in questo periodo sono disponibili solo al principal investigator e agli astronomi prestabiliti, anche se in alcune circostanze questo periodo può essere esteso o ridotto dal direttore dell'STScl.
Le osservazioni condotte attraverso il tempo a discrezione del direttore sono esonerate dal periodo proprietario, e sono rese pubbliche immediatamente, assieme ai dati di calibrazione, i campi piatti e gli scatti neri. Tutti i dati archiviati sono in formato FITS, adatto ad analisi astronomiche ma non all’uso pubblico. L’Hubble Heritage Project processa e rilascia al pubblico le foto più importanti in formato JPEG e TIFF.

### Riduzione in pipeline
I dati astronomici ottenuti con i CCD devono sottostare a diverse procedure di calibrazione prima delle analisi astronomiche. L’STScI ha sviluppato diversi software sofisticati che calibrano automaticamente i dati, usando i migliori metodi disponibili. Questo processo di calibrazione di grandi quantità di dati “al volo” può impiegare un giorno o più, ed è noto come “riduzione in pipeline”, comune a tutti i maggiori osservatori. Gli astronomi, se vogliono, possono ricevere i file da calibrare per condurre da sé le riduzioni in pipeline.

### Analisi dei dati
I dati dell’Hubble possono essere analizzati in numerosi modi differenti. L’STScl usa lo Space Telescope Science Data Analysis System (STSDAS), contenente tutti i programmi necessari ad eseguire riduzioni in pipeline dei dati raw, e molti altri strumenti di analisi di immagini astronomiche, modellati sui bisogni dell’Hubble. Il software è basato sull’IRAF, un popolare programma di riduzione dei dati astronomici.

## Attività di sensibilizzazione

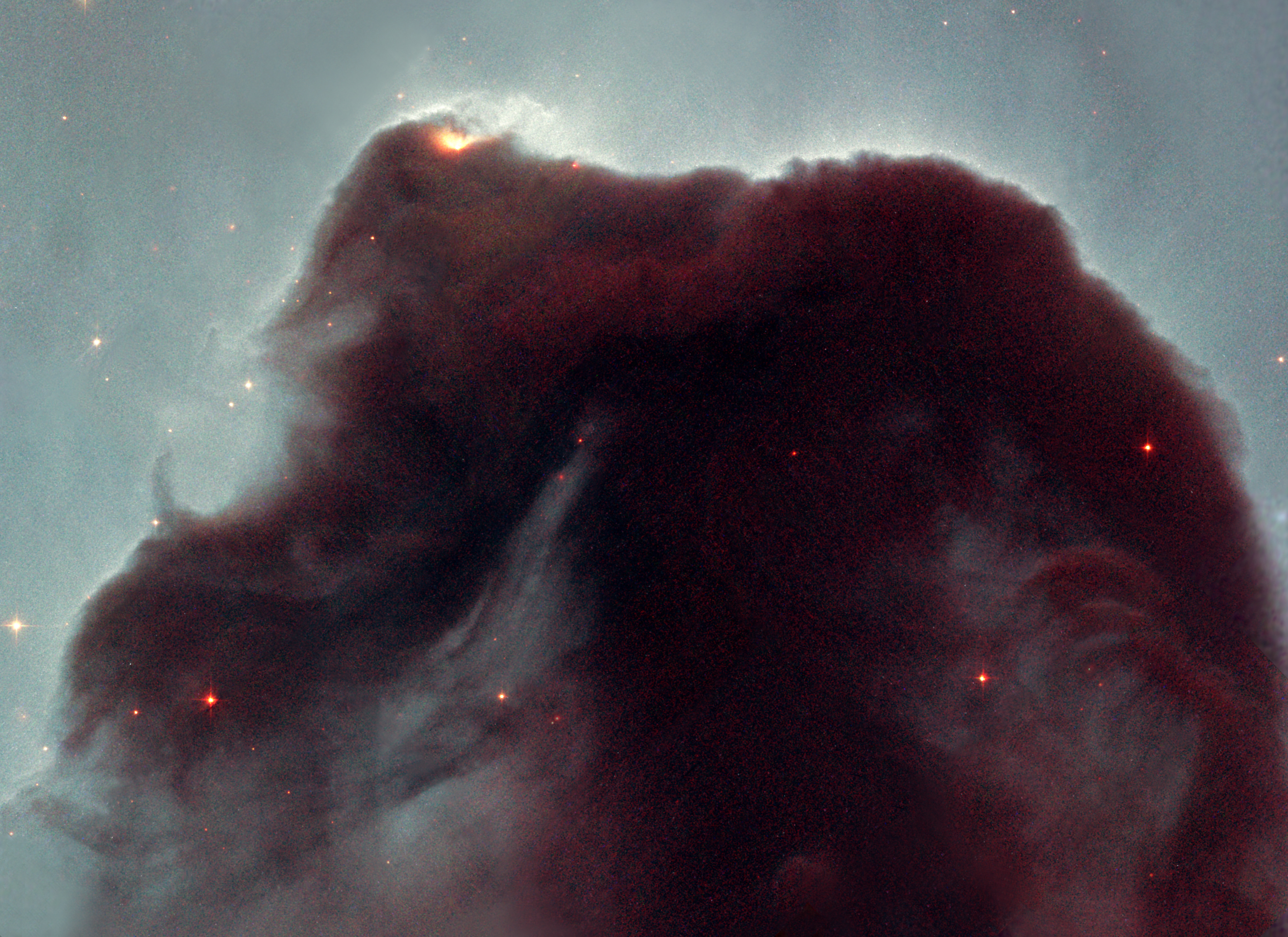
Nel 2001, la NASA invitò gli utenti di internet a trovare un obiettivo che avrebbero voluto analizzare con l'Hubble; essi selezionarono la Nebulosa Testa di Cavallo

La cattura dell'immaginazione pubblica è da sempre un punto fondamentale della vita dell'Hubble, dato il grande contributo finanziario sostenuto dalle tasse. I primi anni furono molto difficili per via dello specchio difettoso, ma la prima missione di servizio permise il suo ritorno a piena operatività, producendo alcune delle immagini più importanti mai scattate nell'arco della sua lunga carriera.
Diverse iniziative hanno aiutato a mantenere il pubblico informato riguardo alle attività del telescopio. Negli Stati Uniti, l'informazione è gestita da un ufficio apposito dell'STScI, stabilito nel 2000 per mostrare i benefici portati dal programma del telescopio spaziale, attraverso il sito  HubbleSite.org. URL consultato il 13 aprile 2018 (archiviato dall'url originale il 15 maggio 2016).. L'Hubble Heritage Project, esterno all'STScI, fornisce al pubblico immagini d'alta qualità degli oggetti più interessanti. Il team è composto da astronomi amatoriali e professionisti e persone esterne all'astronomia; esso enfatizza la natura estetica delle immagini dell'Hubble, e ha una piccola quantità di tempo dedicata all'osservazione di oggetti che non possono essere sviluppate a pieni colori per via della loro debolezza in alcune lunghezze d'onda.
Dal 1999, la sensibilizzazione in Europa è gestita dall'Hubble European Space Agency Information Centre (HEIC), un ufficio della Space Telescope European Coordinating Facility a Monaco, in Germania, che si basa sulle richieste dell'Agenzia Spaziale Europea. Il lavoro è incentrato sulla produzione di notizie e foto riguardanti i più interessanti risultati europei ottenuti dall'Hubble. L'ESA produce materiale educativo, tra cui una serie di videocast chiamati Hubblecast, progettati per condividere le novità scientifiche di classe mondiale con il pubblico.
L'Hubble Space Telescope ha vinto 2 Space Achievement Awards della Space Foundation, per le sue attività di sensibilizzazione, nel 2001 e nel 2010.
C'è una replica dell'Hubble Space Telescope nei giardini del tribunale di Marshfield, nel Missouri, la città natale dell'omonimo Edwin P. Hubble.

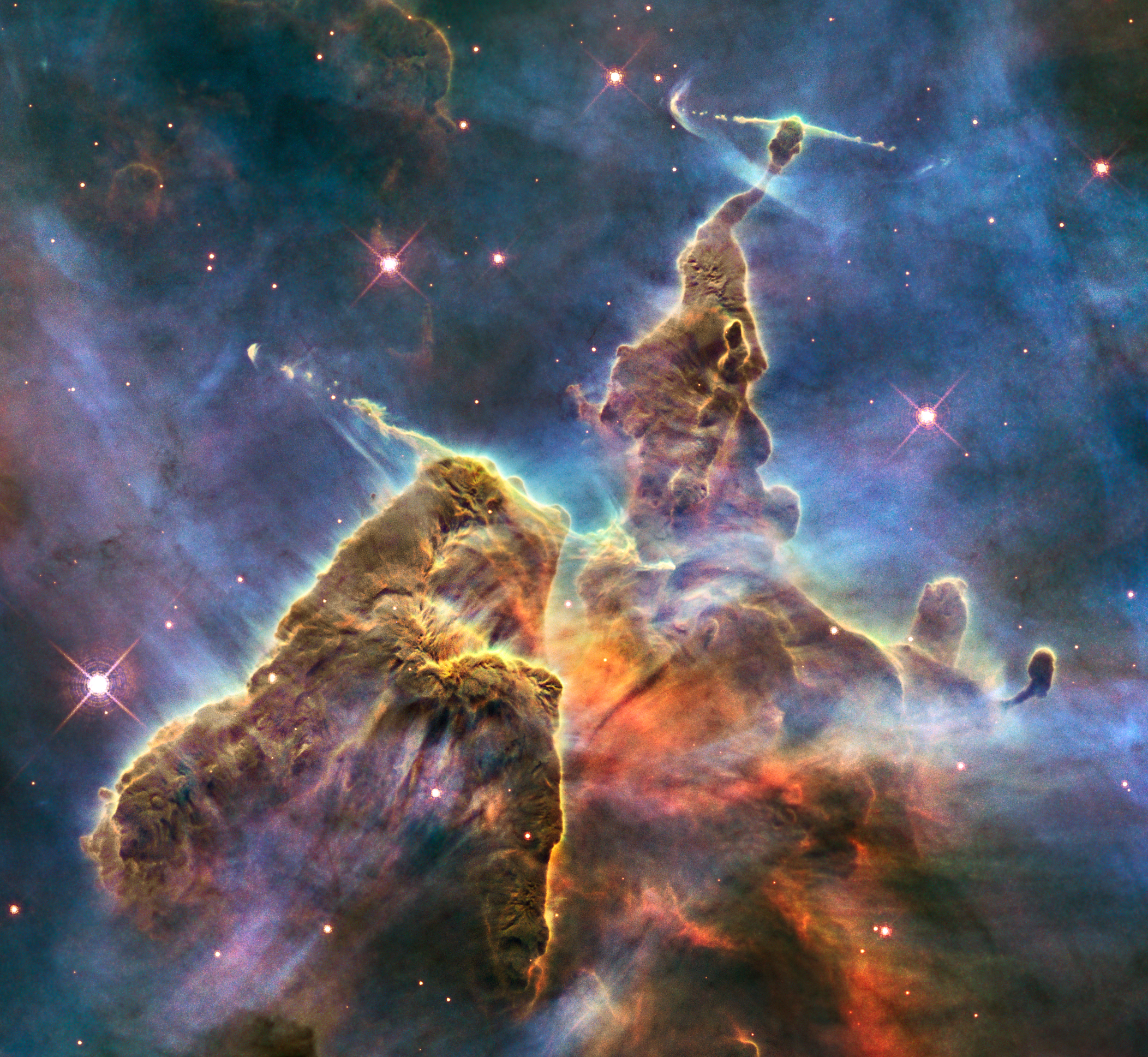
Una montagna di gas e polvere nella Nebulosa della Carena. Quest'immagine della Wide Field Camera 3, chiamata Montagna mistica, venne rilasciata nel 2010 per commemorare i 20 anni dell'Hubble nello spazio.

### Immagini celebrative
L'Hubble Space Telescope celebrò il suo 20º anniversario il 24 aprile 2010. Per l'occasione, la NASA, l'ESA, e lo Space Telescope Science Institute (STScI) rilasciarono un'immagine della Nebulosa della Carena.
Per commemorare il 25º anniversario dell'Hubble, il 25 aprile 2015 l'STScI rilasciò immagini dell'ammasso Westerlund 2, a circa 20000 anni luce dalla costellazione della Carena, attraverso il suo sito web. L'agenzia spaziale europea creò una pagina di anniversario nel suo sito web. Nell'aprile 2016, in occasione del 26º compleanno, venne pubblicata anche un'immagine speciale della Nebulosa Bolla.

## Descrizione tecnica
Il telescopio ha una massa di circa 11 t, è lungo 13,2 m, ha un diametro massimo di 2,4 m ed è costato 2 miliardi di dollari. Si tratta di un riflettore con due specchi in configurazione Ritchey-Chrétien. Lo specchio primario è uno specchio iperbolico concavo di 2,4 m di diametro, che rinvia la luce su uno specchio iperbolico convesso di circa 30 centimetri di diametro. La distanza fra i vertici dei due specchi è di 4,9 m. Approssimando i due specchi come sferici, si può calcolare il punto di formazione del fuoco Cassegrain, ottenendo che l'immagine si forma circa 1,5 m dietro il primario.
Due pannelli solari generano l'elettricità, che serve principalmente per alimentare le fotocamere e i tre giroscopi usati per orientare e stabilizzare il telescopio. In 20 anni di carriera Hubble ha ripreso più di 700 000 immagini astronomiche.

## Danni all'equipaggiamento

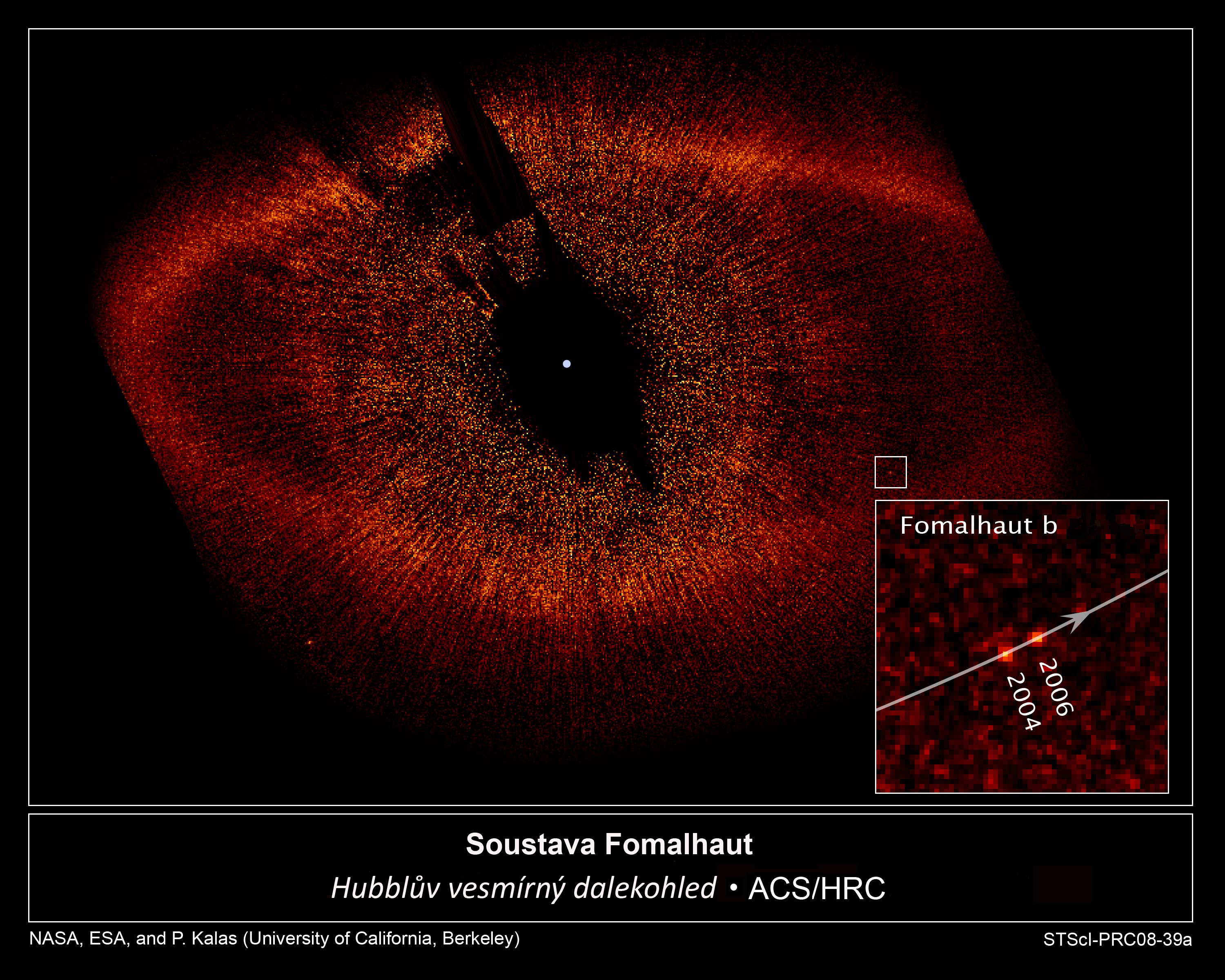
Hubble osserva il sistema di Fomalhaut, fotografato con il canale ad alta risoluzione dell’ACS

Le missioni di servizio passate sostituirono gli strumenti con degli altri nuovi, per evitare danneggiamenti ed estendere le capacità scientifiche del veicolo. Senza di esse l'Hubble avrebbe inequivocabilmente smesso di funzionare. Nell’agosto del 2004 il sistema di alimentazione dello Space Telescope Imaging Spectograph (STIS) si ruppe, rendendo lo strumento inutilizzabile. Le elettroniche originarie erano pienamente ridondanti, ma il primo set di queste si ruppe nel maggio del 2001, rendendone necessaria la sostituzione nel maggio 2009.
Analogamente, l’elettronica della fotocamera principale dell’Advanced Camera for Surveys (ACS) si ruppe nel giugno 2006, seguita da quella di backup il 27 gennaio 2007. Attraverso le elettroniche del lato 1 era possibile utilizzare solo il Solar Blind Channel (SBC). Durante la missione di servizio 4 venne aggiunto un nuovo sistema di alimentazione per il canale ad ampio angolo, anche se test successivi rivelarono che ciò non avrebbe permesso il ritorno alle funzionalità del canale ad alta risoluzione. Così solo il Wide Field Channel (WFC) tornò in servizio grazie alla STS-125 nel maggio 2009.
L’HST usa giroscopi per rilevare e misurare qualsiasi rotazione e stabilizzarsi in orbita per puntare accuratamente target astronomici. Normalmente sono richiesti 3 giroscopi per le operazioni, nonostante sia possibile effettuarne con soli 2, su un campo celeste ristretto, in modo particolarmente complesso in presenza di obiettivi molto accurati. È possibile eseguire le osservazioni anche con un solo giroscopio, ma senza sarebbe impossibile. Nell’agosto 2005 venne stabilito il passaggio regolare alla modalità a 2 giroscopi, estendendo di fatto la durata della missione, lasciando 2 giroscopi di riserva e 2 inoperabili. Un altro giroscopio si ruppe nel 2007, portando alla sostituzione di tutti i 6 giroscopi nel maggio 2009 (riparandone uno). Gli ingegneri a terra scoprirono che le rotture erano state causate dalla corrosione dei cavi elettrici che alimentavano il motore originariamente inizializzato via ossigeno pressurizzato. Così il successivo modello di giroscopio venne assemblato adottando azoto pressurizzato al suo posto, aumentandone l’affidabilità.
Il 5 ottobre 2018 Hubble è entrato temporaneamente in una modalità protetta di sicurezza a causa del guasto di uno dei giroscopi.

## Il futuro dell'Hubble

### Decadimento orbitale e rientro controllato

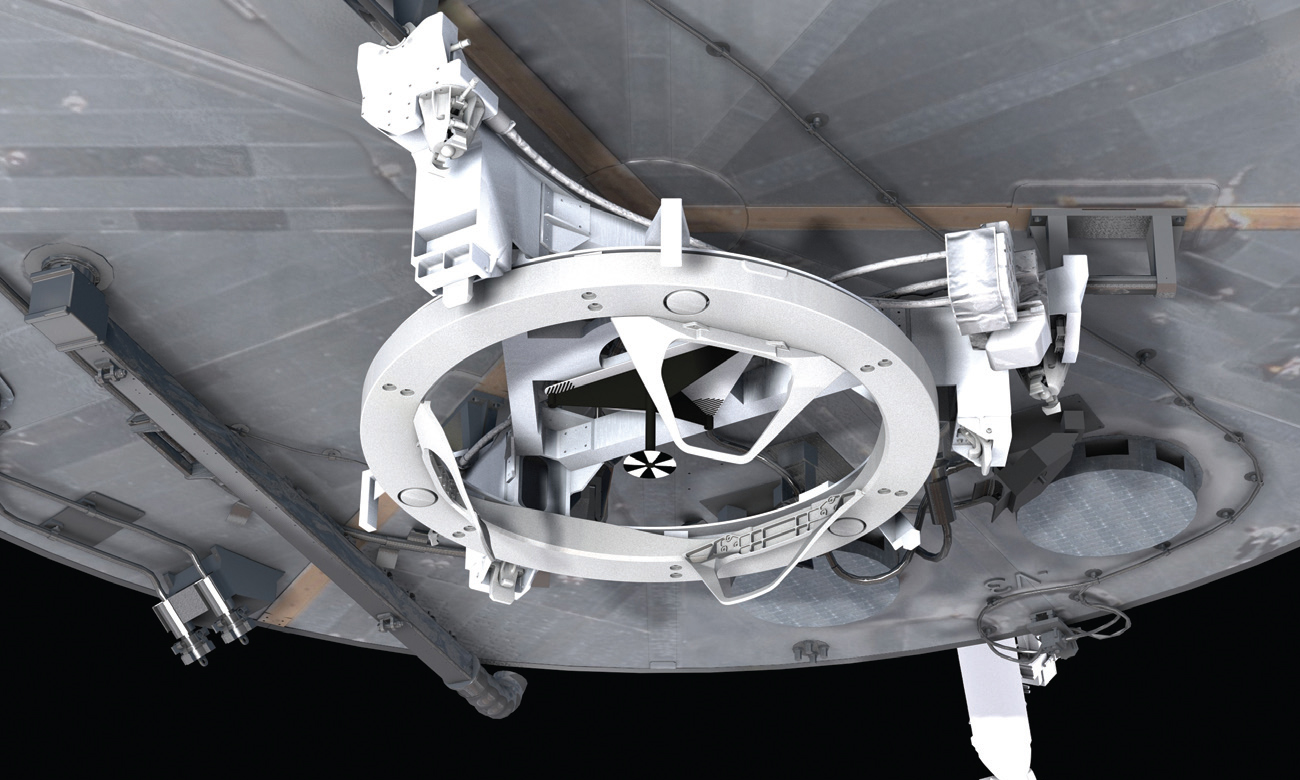
Illustrazione del Soft Capture Mechanism (SCM) installato sull’Hubble

L’Hubble orbita la Terra nella tenue atmosfera superiore, decadendo lentamente a causa dell'attrito aerodinamico. Per questo, esso rientrerà nell’atmosfera terrestre in alcuni decenni a seconda dell'attività del Sole e del suo impatto sull’atmosfera superiore. In caso di rientro, alcune componenti del telescopio, come lo specchio primario con annessa struttura di supporto sopravvivrebbero, potendo potenzialmente arrecare danni a persone o cose. Nel 2013, il responsabile del progetto James Jeletic affermò che Hubble sarebbe potuto sopravvivere fino al 2020, ma basandosi sull'attività solare e l'attrito atmosferico un rientro atmosferico avverrà tra il 2028 e il 2040. Nel giugno 2016 la NASA estese il contratto in servizio dell’Hubble fino al 2021.
I piani originari della NASA per deorbitare in sicurezza l'Hubble consistevano nel riportarlo a terra usando uno Space Shuttle, per poi essere esposto alla Smithsonian Institution. Ciò non è più possibile a causa del ritiro della flotta, ma sarebbe stato comunque improbabile visti il costo della missione e i rischi per l’equipaggio, preferendo l’ipotesi di aggiunta di un modulo di propulsione addizionale per permettere un rientro controllato. Tra tutti questi progetti, l'unico effettivamente realizzato è il Soft Capture and Rendezvous System, che faciliterebbe missioni robotiche o con equipaggio.

### Possibili missioni di servizio commerciali
Nel 2017, l’Amministrazione Trump considerò una proposta di Sierra Nevada Corporation di usare una versione con equipaggio del Dream Chaser per offrire manutenzione all’Hubble in alcune occasioni durante gli anni 2020 ed estendere le sue funzioni scientifiche per supplire a eventuali malfunzionamenti nel James Webb Space Telescope.

### Successori
Non c’è un sostituto diretto all’Hubble nelle frequenze dell’ultravioletto e del visibile, dato che i telescopi spaziali a breve termine non replicano la sua copertura (dall’ultravioletto vicino all’infrarosso vicino), concentrandosi su bande infrarosse ben più lontane. Queste bande sono più adatte a studiare il redshift accentuato e oggetti a bassa temperatura, oggetti generalmente più vecchi e più lontani nell’Universo. Queste lunghezze d’onda sono anche difficili o impossibili da studiare a terra, giustificando le spese per un telescopio spaziale. I grandi telescopi a terra possono fotografare alcune delle lunghezze d’onda dell’Hubble, talvolta sfidando l’HST in termini di risoluzione utilizzando ottiche adattive (AO), riuscendo a raccogliere ben più luce in fotografie elaborabili più facilmente, ma senza poter battere l’eccellente risoluzione dell’Hubble in un ampio campo di visuale nell'oscuro spazio.

Gli specchi dell'Hubble e del JWST a confronto (4.5 m^{2} contro 25 m^{2} rispettivamente)

I piani per un successore dell’Hubble si materializzarono nel progetto del Next Generation Space Telescope, che culminò nel James Webb Space Telescope (JWST), il successore formale dell’Hubble. Molto differente rispetto a un Hubble ingrandito, è progettato per operare nel punto L2 ben più distante e freddo rispetto all’orbita terrestre bassa, dove l’interferenza ottica e termica della Terra e della Luna è d’intralcio. Non è progettato per essere completamente manutenuto (attraverso, per esempio, strumenti rimpiazzabili), ma il disegno include un anello di attracco per permettere visite da parte di veicoli spaziali. Un obiettivo scientifico primario del JWST è quello di osservare i più remoti oggetti nell’Universo, oltre il confine degli strumenti esistenti. È prevista la localizzazione delle stelle nel primo Universo, approssimativamente 280 milioni di anni più vecchie di quelle attualmente visibili dall’HST. Il telescopio è una collaborazione internazionale tra NASA, ESA e CSA dal 1996, e il suo lancio è pianificato a bordo di un Ariane 5. Sebbene il JWST sia principalmente uno strumento infrarosso, la sua copertura parte dai 600 nm, circa l’arancione nello spettro visibile. Un tipico occhio umano può vedere fino a circa 750 nm di lunghezza d’onda, di conseguenza c’è una leggera sovrapposizione con le bande di luce visibile a maggior lunghezza d’onda, inclusi l’arancione e il rosso.
Un telescopio complementare, capace di osservare a lunghezze d’onda maggiori rispetto all’Hubble e il JWST, era l’Herschel Space Observatory dell’ESA, lanciato il 14 maggio 2009. Come il JWST, l’Herschel non era progettato per essere modificato dopo il lancio, e aveva uno specchio sostanzialmente più ampio di quello dell’Hubble, ma osservava solo nell’infrarosso e nel submillimetrico. Aveva bisogno di raffreddamento all’elio, le cui riserve terminarono il 29 aprile 2013, concludendo la missione.
Alcuni concetti di telescopi spaziali avanzati nel ventunesimo secolo includono l’Advanced Technology Large-Aperture Space Telescope, un telescopio ottico concettualizzato con uno specchio tra gli 8 e i 16 metri di diametro che se realizzato potrebbe essere un successore diretto all'HST, capace di osservare e fotografare oggetti astronomici nel visibile, ultravioletto, e infrarosso, Avrebbe una risoluzione sensibilmente superiore rispetto all'Hubble o lo Spitzer Space telescope, e verrebbe realizzato tra il 2025 e 2035.